# Lijst van vaktermen in de vexillologie
Deze pagina bevat een alfabetische lijst van de belangrijkste begrippen uit de vexillologie, met verklaringen.

## A

De vlag van Amsterdam bevat drie andreaskruizen

AlferesBij de vendelzwaaierskorpsen en schutterijen gebezigde naam (van Arabische of Latijnse oorsprong), voor de ruiter die het gildevaandel meevoert.
AllignementsvlagNaam voor vaandels, standaarden en guidons, waaruit het oorspronkelijke doel van dergelijke emblemen te velde duidelijk wordt, namelijk een sein, waarnaar de militair zich richt bij gevechtshandelingen.
AndreaskruisEen veel voorkomend embleem op vlaggen en vaandels. Bij een dergelijk kruis vormen de armen - onafhankelijk van de vlaglengte - een hoek van 90˚ met elkaar, en staan ze onder een hoek van 45˚ op de zijden van de vlag.
AppliquerenHet aanbrengen op een vlaggendoek van losse, uit dezelfde of een andere stof vervaardigde emblemen.

## B

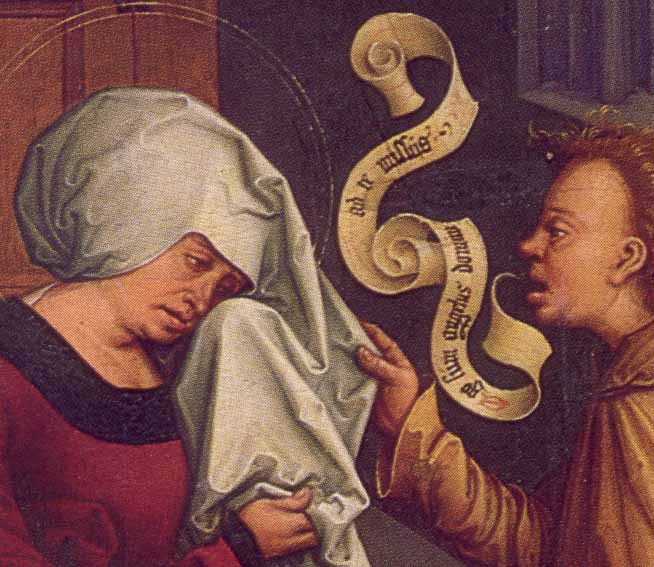
Schilderij uit 1506 waarin een banderol wordt getoond

De vlag van Westerschouwen; de blauwe lijn loopt over de broekdiagonaal

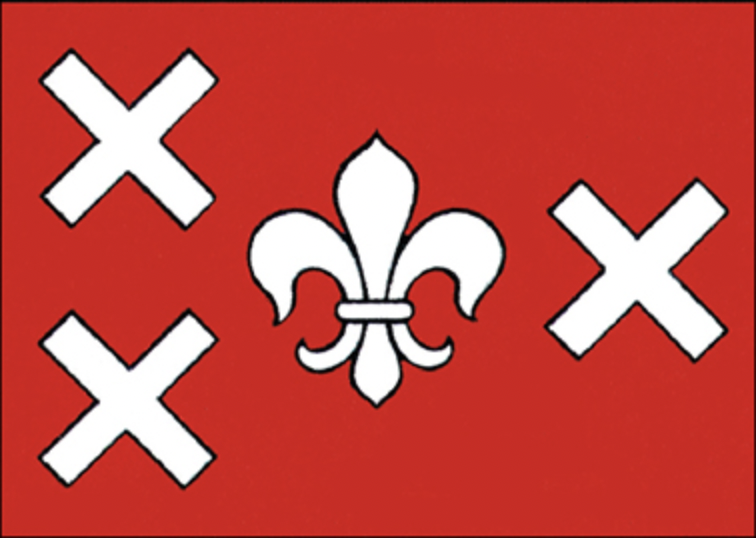
Bisdomsvlag van het bisdom Breda

De Blue Peter

De vlag van Flevoland; met op de broektop een witte lelie geplaatst

BaanderheerRidder die het recht had om bij de heervaart onder eigen banier ridderlijke vazallen aan te voeren. Ook: Bannerheer, en: Baanrots genoemd. Vroeger waren er bijvoorbeeld in het Graafschap Zutphen vier baanderheren: die van Baer en Lathum, van Bronckhorst, van Bergh, en van Wisch.
BadgeEmbleem dat op een basismodel van een vlag is ingevoegd ter onderscheiding; de badge wordt ook (vooral in landen met Britse tradities) afzonderlijk gebezigd.
BanderolOorspronkelijk elk lang, smal stuk doek dat dikwijls gekleurd was in de kleur(en) van land of andere eenheid. Later: vlaggetje aan een lans, vaantje of wimpel met opschrift. Ook: ruitervaantje.
BanenLoodrecht op de broekzijde staande stroken van verschillende kleur die samen een vlag vormen. Banen evenwijdig lopend aan de broekzijde van gelijke wijdte noemt men: evenlange banen. Verschillen de banen van een vlag in hoogte, casu quo in wijdte, dan wordt dit met een reeks verhoudingsgetallen aangegeven.
BanierEen stuk vlaggendoek waarvan de hoogte groter is dan de lengte, of beide gelijk zijn. Dit doek wordt als veld van een wapenschild beschouwd, waarop in dezelfde rangschikking als op 'n schild de heraldische emblemen zijn aangebracht. De banier is langzamerhand door vlag en standaard vervangen, maar de laatste tijd wordt hij weer in ere hersteld als insignum van grotere gemeenten en overheidsinstellingen. In de middeleeuwen voerden leenheren, als baanderheren, doorgaans een banier.
Banistiekvlaggenkunde (Zie vexillologie)
Bataafse vlagDe rood-wit-blauwe tijdens de Bataafse Republiek; voor de Marine in de bovenhals het embleem van de Republiek.
Beleggen (van de vlaggelijn)Het ordelijk bevestigen van de vlaggenlijn aan een kikker nadat de vlag is gehesen casu quo streken.
BezaaidEen vlagoppervlak waarop in een onbepaald aantal en willekeurig geplaatst embelen zijn aangebracht.
BisdomsvlagVolgens de Rooms-katholieke-kerkreglementen bezigt ieder bisdom eigen wapen en vlag. In Nederland wordt deze regel alleen nagevolgd door Utrecht, Haarlem-Amsterdam en Rotterdam.
Blauwe VlagEen internationaal milieu-merk dat jaarlijks wordt toegekend aan stranden en jachthavens.
BlazoenVolledig wapen met alle uitwendige versierselen.
BloedvlagRode vlag, waarmede vroeger het sein voor de aanval van een scheepsmacht werd gegeven. Op deze vlag werd meermalen een, naar de vlucht gekeerde, en zwaardzwaaiende arm, soms voortspruitend uit een wolk afgebeeld. Ook de nationale vlag werd wel met dergelijke emblemen beladen. Overigens kon elke vlag, volgens overeengekomen code als bloedvlag worden gebruikt.
Blue PeterSeinvlag met de betekenis van de letter P, gehesen aan boord van een schip tot oproep van de bemanning: ‘Keert allen terug aan boord; wij zullen afvaren.’
Mr. G.A. BontekoeBurgemeester en heraldicus die vele Nederlandse wapens en vlaggen heeft ontworpen, met name voor gemeenten.
BovenhalsGedeelte van het vlaggendoek in de linkerbovenhoek, bij de broek. Ook: broektop, of Hollandsch Hoekje.
BrekenHet doen uitwaaien van een vlag die zodanig opgevouwen in top is gehesen dat met een kleine ruk aan de vlaggenlijn het doek zich ontplooit; traditioneel bij de padvinderij.
Britse vaandelsDe Britse regelingen rond vlaggengebruik op zee zijn vaak ingewikkeld vergeleken met die van andere landen. Welk vaandel gehesen wordt op Britse schepen, is afhankelijk van de functie van het schip. Er zijn drie vaandels: een rood, een blauw en een wit; de zogenaamde red ensign, blue ensign en white ensign. Dit zijn sinds 1864 resp. de officiële Britse handelsvlag, dienstvlag ter zee en oorlogsvlag ter zee.
BroekOpgenaaide holle band, aan de mastkant van de vlag, waarin de vlaggenlijn loopt. Ook: hoos, lijk, zoom.
BroekhoekHet gedeelte van het vlaggendoek aan de onderzijde tegen de broek.
BroekingDe zijde aan de kant van de broeking (de vlaggenlijn of -stok) wordt de broekingzijde genoemd; de andere zijde heet de vluchtzijde. De scheidingslijn van broekingzijde en vluchtzijde bevindt zich bij vlaggen niet in het midden, maar op 1/3 vanaf de broeking.
BroekdiagonaalDe diagonaal die loopt vanaf de bovenzijde van de broeking naar de hoek van de vlucht. De andere diagonaal heet vluchtdiagonaal.
BroekdriehoekEen driehoek met hoekpunten aan de broektop en de broekhoek.
BroekhoekDe positie onderaan de vlag aan de zijde van de broeking.
BroekkeperEen keper die vanuit de broektop en de broekhoek naar een punt op halve hoogte van de vlag loopt. Wanneer niet nader omschreven bevindt zich dat punt op 1/3 van de vlaglengte, gerekend vanaf de broeking.
BroektopDe positie bovenaan de vlag aan de zijde van de broeking.
BroekzijdeDe zijde van een vlag tegen de broek.
BurgeeEen onderscheidende vlag van een pleziervaartorganisatie, die meestal de vorm van een wimpel heeft. Ook: Stander.

## C

De civiele vlag van Peru

Civiele vlagDe civiele vlag is een (meestal nationale) vlag die door burgers van een land (of subnationale entiteit) gebruikt wordt.
CijferwimpelBepaalde reeks seinvlaggen waarmede getallen worden aangeduid die ook volgens code dikwijls de naam van een schip vertolken.
CommandovlagEen commandovlag wordt op een militair voer- of vaartuig of aan een mast van een militaire inrichting gehesen wanneer daar een vlagofficier aanwezig is die er het bevel over een eenheid of over het eskader voert.
ContraseinSeinvlag, ook Kattestaart genoemd, aangevende dat men als ontvanger een gegeven vlaggensein heeft begrepen. Ook: Onderscheidingswimpel.
Cornelis Sneyssenswas de vaandrig van de Gentenaars toen die in 1452 een veldslag uitvochten met het leger van de Bourgondische hertog Filips de Goede. De onverschrokken Sneyssens bleef tot het bittere einde doorvechten en het vaandel van de stad verdedigen.

## D

De vlag van Eemnes was oorspronkelijk een defileervlag

De vlag van Nederland, de oudste nog in gebruik zijnde driekleur

Dag van de VlagEen feestdag op de eilanden van het Caribisch deel van het Koninkrijk der Nederlanden. Ook op veel andere eilanden in het Caraïbisch gebied en in Latijns-Amerikaanse landen bestaat deze feestdag.
Defileervlaggen van 1938Gelegenheidsvlaggen gebruikt tijdens het defilé in Amsterdam ter gelegenheid van het veertigjarig regeringsjubileum van koningin Wilhelmina, gehouden op 6 september 1938 voor het Paleis op de Dam. Sommige werden nadien als gemeentevlag in gebruik genomen.
Dood liggenOnderdeel van rouwplechtigheden voor 'n lid van een schuttersgilde. 't Vaandel wordt door de vendelier op de kist uitgespreid door de stokkloot op de kist te laten rusten. De uitdrukking wordt ook gebezigd als een vlag onzorgvuldig wordt streken en daarbij de grond raakt.
DorpsvlagEen dorpsvlag of (moderne) stadsvlag is een vlag die geen officiële status (meer) heeft, maar wel door dorpsraden, stadsdeelraden, plaatselijke verenigingen en inwoners van de betreffende plaats gebruikt mag worden.
Draconariusdroeg de vaandel in het Romeinse leger. De klassieke vaandeldragers (signiferi, aquiliferi, e.d.) evolueerden naar meer "moderne" vaandeldragers, zoals de draconarius.
Driehoekzie: Broekingdriehoek, Vluchtdriehoek. Van alle andere direhoeken in een vlag moet de plaats in details worden beschreven.
DriekleurEen driekleur is een vlag met drie gekleurde vlakken, meestal even groot. Driekleuren kunnen zowel horizontale als verticale vlakken hebben, en deze vlakken kunnen worden aangevuld met symbolen.
Drijvende Wimpel of Drijvende StandaardWordt afzonderlijk van de vlag in de mast gehesen, en is bevestigd aan een dwarshoutje met twee koorden.

## E

Het embleem van Turkije komt uit de Turkse vlag

Een in het ander, van hetBij een vlag of wapen, uitgevoerd in twee kleuren het verschijnsel dat volgens een imaginaire deellijn in elk van de beide helften de kleuren verwisseld zijn.
EmbleemEen embleem op een vlag is altijd geplaatst op ⅓ van de lengte van het doek, met de ‘voorkant’ naar de broek gericht, tenzij anders wordt vermeld. Hoewel embelemen verschillend van grootte kunnen zijn, voldoet esthetisch en optische een hoogte van zo'n embleem = ⅘ of ⅔ van de vlaghoogte het beste.
Emoji-vlagsequentieEen emoji-vlagsequentie is het gebruik van een opeenvolging van Unicode-karakters om op ondersteunde platformen en applicaties vlaggen grafisch weer te geven. Dit neemt meestal de vorm aan van de landsvlag van het desbetreffende gebied.
EretekenEen kenmerk toegevoegd aan een vaandel ten teken van succesvolle dienst, in de vorm van een opschrift (ook wel op een afzonderlijke krawatte), maar ook wel als een metalen band op de vaandelstok.
EreverrijkingEen embleem, ingevoegd in een vlag of wapen, bij wijze van erkentelijkheid voor bewezen diensten.
Etnische vlagEen vlag die een bepaalde etnische groep symboliseert. Etnische vlaggen worden vaak geïntroduceerd in de etnische gemeenschap via de respectieve culturele of politieke etnische bewegingen. Ze zijn populair onder diaspora's, etnische minderheden en sommige etnische meerderheden, vooral in multi-etnische landen.

## F

Vlag van de Fédération Internationale des Associations Vexillologiques, ontworpen door Klaes Sierksma

FanionFraai uitgevoerd oefenvaandel, van klein model, zoals dit, als een soort onderscheiding, wordt uitgereikt aan die legeronderdelen, die zich bij het oefenen als de meest verdienstelijke hebben betoond. Het fanion is bevestigd aan een fanionstang, en kan op de loop van een geweer worden geplaatst tijdens de parades.
Fédération Internationale des Associations VexillologiquesDe Fédération Internationale des Associations Vexillologiques (FIAV) is een overkoepelende internationale organisatie van verenigingen en instituten die zich bezighouden met vexillologie.
Flag InstituteEen Britse ledenorganisatie met hoofdkantoor in Kingston upon Hull, Engeland, die zich bezighoudt met onderzoek naar en promotie van het gebruik en ontwerp van vlaggen.
FlammulaEen vlamvormig uitgesneden vlagzijde, karakteristiek voor het Verre Oosten.
Fleur-de-lys(Ook fleur-de-lis of Franse lelie) wordt gebruikt in de heraldiek, waar ze vooral geassocieerd wordt met Frankrijk.
FrameMetalen of houten strip langs bovenzijde, maar ook wel rond alle vier de zijden van een vlag.
FranjeBoordsel van korte, dicht opeengevoegde draden, of koordjes, van goud, zilver, of in de kleuren van de vlag, waarmede een vlag, maar in het bijzonder een vaandel of een standaard, aan drie zijden, wordt versierd.

## G

De "Dubbele Geus" van de Koninklijke Marine

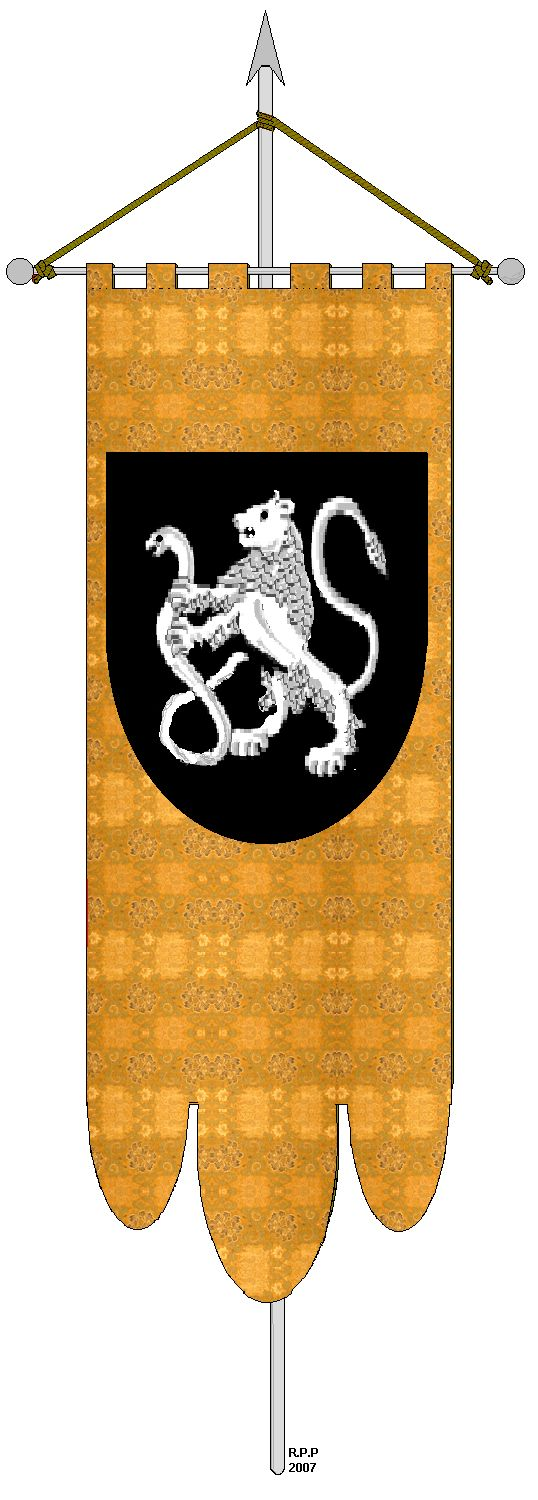
Gonfalone van de Republiek Senàrica

GaffelSchuin omhooggerichte vlaggestok, tegen een mast bevestigd met het doel daaraan een vlag te bevestigen.
GekwartileerdEen vlagoppervlak, waar van het patroon volgens twee imaginaire lijnen (evenwijdig aan broek- en bovenzijde, of volgens de diagonalen) in vier gelijke stukken is verdeeld. Ook: Gevierendeeld
GemeentevlagEen aantal gemeenten (beter: steden) kent vanouds een eigen vlag. Veel van die vlaggen waren op het midden van de 20e eeuw vergeten en in onbruik geraakt. Na de Tweede Wereldoorlog is een beweging ontstaan - vooral door toenemende afweer tegen alzijdige vervlakking -, ze weer in ere te herstellen. Ook gemeenten die nooit eerder dergelijke symbolen gekend hadden, lieten er thans ontwerpen.
GeschaaktEen vlag uitgevoerd als een schaakbord in twee kleuren. De vlakken behoeven geen vierkanten te zijn (is afhankelijk van de lengte van de vlag), tenzij volgens de beschrijving het aantal vierkanten wel bepaald is: in de beschrijving spreekt men van X rijen (namelijk langs de broek geteld), van Y vakken.
GeusOfficiële benaming, in Nederland, voor een vlag in de verhouding 2:3, veerdeeld in 12 driehoeken met de top op het midden en in de kleuren van de Koninkrijksvlag, waarbij de eerste driehoek aan de bovenzijde rood is. In de pleziervaart bezigt men ook de geuzen volgens een ander patroon, met minder driehoeken, in andere volgorde, en in de kleuren oranje-wit-blauw. In vele landen uitsluitend op militaire schepen in gebruik, vaak in de vorm van een klein model van de nationale vlag.
GildevlagHet tot nu toe oudst bekende gildesymbool is een banier van de schoenmakers voorkomende op een gebrandschilderd raam in de kathedraal van Chartres, en wel een witte vaan met rode ijzeren schoen (1230).
Gonfalone, ook Gonfalon, GonfanonVierkante kerkbanier die met koorden aan een stok hangt. De stok wordt in de heraldiek niet afgebeeld, als hij in, wel als bij achter of naast het schild staat. De titel ‘Gonfaloniere di Chiesa’ werd door de paus verleend, aan vorsten, die de kerk moesten verdedigen. ‘Gonfaloniero di populo’ heetten de leden van aanzienlijke families, die bij de gezamenlijke ondernemingen van de kerk en het volk van Rome het Vaandel droegen. De graven van Vexin, later de koningen, droegen in Frankrijk de titel ‘Gonfalonier de St.-Denis’.
Grieks kruisEen gelijkarmig kruis.
GuidevlagSpeciale fanion, voor troepen van schepen en inrichting der zeemacht. De guidevlag is aan 'n bajonetstok bevestigd.
GuidonZie Vaandel.

## H

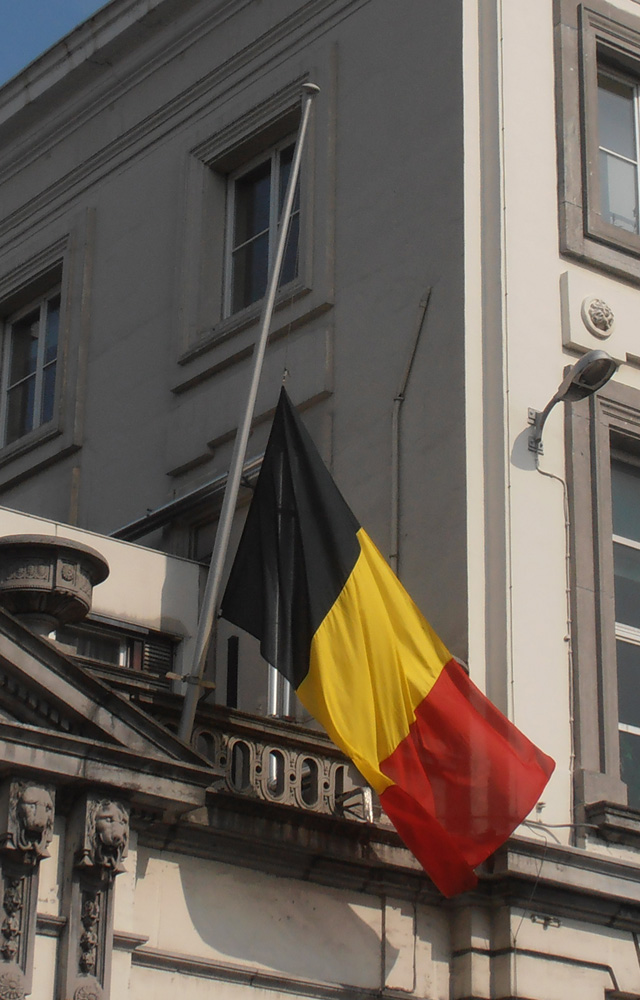
De Belgische vlag halfstok

De handelsvlag van Italië

HalfstokEen vlag die halfstok wordt gehangen is een (nationale) vlag die niet aan de top van de vlaggenmast, maar slechts tot ongeveer de helft of 2/3 van de hoogte wordt gehesen en daar uitgehangen.
Hamer en sikkelDat zijn het bekendste symbool van het communisme. Ze symboliseren de eenheid van arbeiders (de hamer) en boeren (de sikkel) in de strijd tegen het kapitalisme en grootgrondbezit.
HandelsvlagEen handelsvlag is een civiele vlag die op zee wordt gevoerd door schepen die in het betreffende land zijn geregistreerd als koopvaardijschip.
HanzevlaggenOnder Hanzevlaggen verstaat men de banieren van de Hanzesteden, die sinds de 13e eeuw aan de Koggen en andere schepen van de Hanze werden aangebracht. Een voorbeeld hiervan is te zien op een zegel uit Elbing uit 1350.
HijsenOok: Voorhijsen: Het langs een vlaggenmast aan de vlaggenlijn omhoogbrengen van een vlag. Vgl: Neerlaten Strijken.
Historische vlaggenDit artikel geeft een overzicht van historische vlaggen die buiten gebruik zijn.
HoekvlagOp elke hoek van een voetbalveld behoort een hoekvlag (ook wel cornervlag genaamd) te staan. Met behulp van een hoekvlag kan men makkelijker zien of de bal nog in het speelveld is. Als de bal dan toch buiten het speelveld is, kan er makkelijk geconstateerd worden of het gaat om een corner/doeltrap of een inworp. De hoekvlaggen behoren tot het speelveld en zijn een zogenaamd dood element, dat wil zeggen dat een bal niet uit is als hij vanaf het speelveld tegen de hoekvlag wordt geschoten en terug het veld op komt.
Hollandsch HoekjeGedeelte van het vlaggendoek in de bovenhoek bij de broek. Ook genoemd: bovenhals, broektop. De naam is waarschijnlijk in de zeemanstaal ontstaan uit een kleine, rood-wit-blauwe vlagafbeelding die vroeger op rederijvlaggen en loodsvlaggen in deze hoek werd aangebracht.
Homeward Bound PennantDe Engelse naam voor een extra lange scheepswimpel van een naar thuishaven terugkerende oorlogsbodem, onofficieel in gebruik.
HoogteDe afmeting van een vlag langs de broek.
Hoogte-breedteverhoudingDe hoogte-breedteverhouding of ratio van een vlag geeft aan hoe de hoogte van het doek zich verhoudt tot de breedte (in dit verband ook wel lengte genoemd).
HoosNog in de 18e eeuw gebruikelijke naam voor de Broek. Hangt samen met ‘hijsen’. Het Duitse Hose zou een zeemanstaal-vertaling kunnen zijn van ons Broek.

## J

De vlag van Engeland bevat een Joriskruis.

Jolly RogerIn het algemeen wordt de vlag van piraten Jolly Roger genoemd. De afbeelding op de vlag staat meestal symbool voor de dood.
Joriskruis(gewoonlijk) een rood kruis op een witte vlag.

## K

De vlag van Bretagne met een kanton

De vlag van Bergschenhoek; de rode keper loopt over de broekingzijde en vluchtzijde

Koopvaardijvlag van Veendam

KantonEen rechtboek, of vierkant, omzoomd of niet, in de bovenhals van een vlag, verschillend van kleur of niet van de rest van de vlag.
KasteelvlagVolgens in 1967 door de Stichting voor Banistiek en Heraldiek in samenwerking met de Nederlandse Kastelenstichting gehouden enquête worden bij aanwezigheid van bewoners op meer dan vijftig Nederlandse kastelen en landhuizen dagelijks speciale vlaggen gehesen. Doorgaans zijn dit Familievlaggen; gebaseerd op de kleuren van het familiewapen; enkele behoren echter traditioneel bij het kasteel, onafhankelijk van het wapen van de (tijdelijke) eigenaar. Ook in Duitsland en Italië kent men vlagen van deze sport.
KeperMen onderscheidt een Broekingkeper (geplaatst met de benen in de bovenhals en de broekhoek) en een Vluchtkeper (geplaatst met de benen in de vluchttop en de vluchthoek). Andere kepers worden beschreven naar de stand.
Kepersgewijsverdeeld: een vlag, verdeeld in twee of enkele vlakken volgens de lijnen van een keper. Men onderscheidt aldus Broekkepersgewijs (de punt gericht op de vlucht) en Vluchtkepersgewijs (de punt gericht op de broek).
KerkwimpelEen wimpel die tijdens een godsdienstoefening aan boord van oorlogsschepen wordt gevoerd, bestaande uit een witte strook aan de broek waarop heet rode Sint-Joriskruis en daarnaast het rood-wit-blauwe van de Nederlandse vlag. Bij een lengte van de wimpel van 250 centimeter heeft de broekzijde een hoogte van 75 centimeter, en is het uiteinde 19½ centimeter hoog; de armen van het kruis hebben dan een dikte van 15 centimeter. (Koninklijk besluit van 31 augustus 1956, nummer 46) Tijdens de godsdienstoefening blijft hij hoog aan een seinwipper aan stuurboord voorgehesen. Gedurende die tijd geeft het schip geen eerbewijzen af. Rond het midden van de 19e eeuw deed de kerkwimpel zijn intrede bij de Koninklijke Marine als een brede rood-wit-blauwe wimpel, zonder meer. Bij de Royal Navy wordt de kerkwimpel al in 1778 genoemd. Deze wimpel zag er net zo uit als deze Nederlandse, en is ook heden nog regelmatig als wimpel in gebruik tijdens kerkdiensten bij de Royal Navy. Met het woord wordt ook aangeduid een wimpel van geel-witte of paarse kleur, die boven de nationale vlag wordt gehesen aan rooms-katholieke kerken en gebouwen, ter gelegenheid van een pauselijke of bisschoppelijke vierdag, respectievelijk die van een lagere geestelijke.
KikkerMetalen, of houten ‘wartel’, bevestigd op de vlaggemast, waaraan de vlaggelijn wordt vastgelegd.
Kleden, een schip kledenAan het Engels ontleende uitdrukking voor het pavoiseren van een schip.
KleedEen nog niet verouderde wijze van het aangeven van de grotte van een vlag. Men spreekt van: de vlag is (zoveel) kleden groot; of: een (zoveel)kleeds vlag. De afmeting van een Kleed is alleen duidelijk in een onderlinge verhouding van meerdere gevoerde vlaggen. Doorgaans: 1 kleed = 50 centimeter hoogte, terwijl de lengte onbepaald blijft.
KlootDe knop op een vlaggenmast en vlaggenstok.
Knopzie: Vlaggestokknop.
KokardeEen onbelangrijk onderdeel van de wapenrusting, dat tijdens de Franse Revolutie politieke betekenis kreeg als symbool van nationale, d.i. republikeinse gezindheid. Aanvankelijk in willekeurige volgorde de kleuren verwerkend, ontstonden weldra vormen met verticaal naast elkaar rood-wit-blauw, wit mogelijk mede de vorm van de Franse vlag heeft bepaald.
KoninkrijksvlagOfficiële naam voor de rood-wit-en-blauwe banenvlag van het Koninkrijk der Nederlanden. Protocollair staat deze vlag dus boven de landsvlaggen van Aruba, Curaçao, Sint Maarten en Caribisch Nederland. 't Rijksdeel Nederland heeft geen eigen bijzondere vlag.
KoopvaardijvlagVerscheidene landen kennen, behalve de nationale vlag, een bijzondere vlag, te voeren door koopvaardijschepen buiten de eigen territoriale, wateren.
Krawattebijzonder onderscheidsteken bij een vaandel, bestaande uit linten, van dezelfde stof als het vaandeldoek, eindigend in goudfranej, waarop bepaalde (gelegenheids-) teksten worden geplaatst. De krawatte is geknoopt direct onder de kloot aan de stok.
KruisEen kruis op de vlag staat op ⅓ van de lengte van het vlaggedoek; de armen vormen een hoek van 90° met de zijden van de vlag en lopen door tot deze zijden. Valt het middelpunt van het kruis samen met het snijpunt van de vlag-diagonalen, dan spreekt men van een ‘kruis op het midden’.
Kruis van Genèveeen Latijns twaalfhoekig kruis. Het kruis heeft in de Nederlandse wet en in het Internationale recht een bijzondere status.
KruisraEen loodrecht over de vlaggestok bevestigde korte lat waaraan een lange wimpel strak of vrij uitwaaiend neerhangt.
KrijgsraadvlagEen witte vlag met in de lengte over het midden in zwarte letters het woord justitia. Een hoog aan de seinwipper aan boord van een oorlogsschip voorgehesen vlag, tijdens een zitting, ter plaatse, van de krijgsraad.
KwartierEen rechthoek of vierkant van een vlag ter grotte van ¼ van het totale vlagoppervlak.

## L

De vlag van Sommelsdijk: linksgeschuind van zes stukken

De vlag van Gulpen-Wittem: een typische logovlag

LandesdienstflaggeEen vlag die door een Duitse of Oostenrijkse deelstaat als dienstvlag gebruikt wordt.
Lgbt-symbolenworden door lesbische vrouwen, homoseksuelen, biseksuelen en transgenders (lgbt'ers) gebruikt om zich individueel of gezamenlijk te identificeren.
LegervlaggenBij het landleger kende men oorspronkelijk allen de standaard, vaan of cornette, vaandel of guidon, en het ruitervaantje of banderol.
LengteDe afmeting van een vlag langs de zijde loodrecht op de broek staande.
Lijst van vlaggen van de wereldDit artikel is een overzichtsartikel betreffende vlaggen. Dit artikel begint met een lijst waarin alle nationale vlaggen staan en geeft vervolgens een overzicht van andere artikelen over vlaggen.
LinksgeschuindEen uit de heraldiek afkomstige term waarmee bedoeld wordt: gedeeld over de vluchtdiagonaal.
Lijkoude benaming voor Broek.
Logovlageen vlag die een logo van een organisatie toont, meestal op een witte of effen achtergrond. Logovlaggen worden vaak gebruikt door bedrijven en verenigingen om de eigen identiteit uit te stralen en als herkenningspunt, bijvoorbeeld voor de ingang van een gebouw.
LoodsvlagEen seinvlag, gehesen als waarschuwingssein dat men een loods aan boord wenst te nemen. Een ander model geeft aan, dat er reeds een loods aan boord is van een bepaald schip, dat aldus onder zijn leiding vaart. Ook: vlag die van het loodsvaartuig waait, indien dit vaartuig dienst doet op zijn kruis-station. Voor alle Nederlandse kruisposten is fit een blauwe vlag, met hierin een witte letter L. De vlag van de Belgische loodsboten verschilt per station.

## M

Japanse oorlogsvlag ter zee

MagnusvaanDe legendarische vlag van Friso, de eveneens legendarische stamvader van het Friese volk.
Maltezer kruisEen kruis in de vorm van vier pijlpunten die op elkaar zijn gericht.
MarinevlagEen marinevlag of een oorlogsvlag ter zee is een oorlogsvlag die door schepen van de marine (waaronder ook kustwacht en grenswacht wordt verstaan) gevoerd.
MarskleedGekleurde strook laken (of ander materiaal) waarmede men gedeelten van de masten (mastkorven) bij de vroegere zeilschepen ter gelegenheid van feestelijke gebeurtenissen bekleedde. Veelal in de vlaggenkleuren uitgevoerd.

## N

Vlag van de Nederlandse Vereniging voor Vlaggenkunde

Nationale vlagAlgemene aanduiding voor de vlag van een land. Echter, ook de naam van een vlag van een politieke, etnische minderheid zoals van Basken, Bretons, Friezen, Normandiërs, enz.
Nederlandse Vereniging voor VlaggenkundeDe Nederlandse Vereniging voor Vlaggenkunde (afgekort NVvV) is een vereniging die zich bezighoudt met vexillologie.
NeerlatenHet laten zakken van een vlag, die in een mast is gehesen. Vergelijk: Strijken.
North American Vexillological AssociationDe North American Vexillological Association is een ledenorganisatie gewijd aan de vexillologie, de studie van vlaggen.

## O

De omgekeerde Nederlandse vlag, vooral gebruikt voor de boerenprotesten in 2022

Onderscheidingsvlag Gouverneur van de Nederlandse Antillen (tot 2010)

Omgekeerde vlagEen signaal waarmee wordt geïmpliceerd dat men zich in een noodsituatie bevindt. In de Nederlandse zeevaart werd met het omkeren van de vlag aangeduid dat een schip in nood verkeerde.
OnderscheidingsvlagEen onderscheidingsvlag is een vlag die aangeeft dat een lid van het Koninklijk Huis, een hooggeplaatste militair of civiele autoriteit op een militaire basis, aan boord van een marineschip of in een voertuig aanwezig is.
Onderscheidingswimpelzie Contrasein.
OorlogsvlagVerschillende landen kennen - naast de nationale vlag - een speciale vlag die in de oorlogstijd wordt gehesen; soms ook in vredestijd op oorlogsbodems.
OorlogswimpelEen oorlogswimpel is een wimpel die uitsluitend door marineschepen wordt gevoerd en waarmee deze zich onderscheiden van andere (koopvaardij)schepen. Bij de Nederlandse Marine naam voor een gespleten wimpel in drie banen van rood-wit-blauw.
Opdoekenhet zorgvuldig opvouwen en wegbergen van de vlag. In Nederland is het gebruikelijk er bij het vouwen voor te zorgen dat de uiteindelijk een vierkant bundeltje ontstaat, waarbij de lichtste kleur en in elk geval een vlagembleem naar binnen is gevouwen.
OranjevlagEen alleen in Nederland bekende, niet-officiële vlag van geheel oranje kleur, en gehesen ter ere van het Huis Oranje-Nassau. Het is een misvatting, dat de oranje kleur verband zou houden, met de geslachtsnaam Oranje. De kleur is integendeel ontleend aan de leeuw van het Huis Nassau. In het voormalige vorstendom Nassau (Duitsland) vlagt men nog met oranje-blauwe banenvlaggen.
Oranje wimpelEen oranjekleurige wimpel die in het Koninkrijk der Nederlanden met de vlag van Nederland wordt uitgestoken op Koningsdag en verjaardagen van leden van het Koninklijk Huis.
OriflammeEen Frans hoofdvaandel (sedert 1124), meer bijzonder de heilige banier van de abdij van Saint-Denis, een klooster van de Rooms-Katholieke Kerk nabij Parijs. De banier was rood of oranje-rood en werd in veldslagen aan een lans gebonden. Oorspronkelijk een lans van verguld koper met een wimpel van vuurrode zijde die in drie punten uitliep, elk van een gouden kwast voorzien. Op het vaandel stonden gouden vlammen, waaraan de naam is ontleend.

## P

Prinsenvlag

De Friese vlag, ook Plompebladenvlag genoemd, is evenwel niet als provincievlag vastgesteld; het is een nationale vlag

PaardenstaartEen decoratie bij militaire vlaggen, vooral gebruikelijk in China en dan meestal rood gekleurd.
Pan-Afrikaanse kleurenDat zijn rood, geel en groen. Deze kleuren zijn afkomstig uit de vlag van Ethiopië. Ethiopië diende namelijk in het tijdperk van dekolonisatie als inspiratiebron voor Afrikaanse koloniën die onafhankelijk wilden worden, omdat dit land, behoudens een korte periode onder Italiaanse bezetting, nooit een kolonie is geweest. Vele Afrikaanse landen hebben daarom de kleuren rood, geel en groen in hun vlag verwerkt. Ook de kleur zwart wordt soms gezien als Pan-Afrikaanse kleur, vooral in landen waar mensen van Afrikaanse oorsprong een groot gedeelte van de bevolking vormen.
Pan-Arabische kleurenDat zijn de kleuren zwart, rood, wit en groen, die in Arabische vlaggen voorkomen.
Pan-Iraanse kleurenDat zijn de rood, wit en groen, en soms goud of geel. Ze werden en worden nog steeds gebruikt op de vlaggen en spandoeken van veel Iraanse landen en regio's, waaronder Iran, Afghanistan, Tadzjikistan en Koerdistan.
Pan-Slavische kleurenDat zijn de kleuren rood, blauw en wit die worden gebruikt in de vlaggen van de meeste Slavische volkeren en landen.
Pavoiserenzie: (Zie Seinvlag). Ook: het bevestigen van wapenschilden of vlaggen in een doorlopende reeks bij wijze van decoratie aan een schip noemt men wel pavoiseren.
Pennonook Pennoen genaamd. Het taken van de bachelier of wel ridder, die alleen onder de wapenen kwam. Werd hij baron, en daardoor aanvoerder, dan werd de punt afgeknipt, en bleef een vierkante banier over. Het is een wimpelvormige, in een daarmede een geheel uitmakende. Verkleinwoord: Pennonceel.
Plompebladenvlagveel gebruikte naam voor de Friese vlag (Plompeblêddenflagge).
Pompeblêdis de Friese benaming voor het blad van de gele plomp, de witte waterlelie en de watergentiaan.
PrinsenvlagDe gebruikelijke naam voor de Nederlandse vlag onder de Republiek. De naam wordt voor het eerst gebruikt, kort na de inname van Den Briel, en het is bekend, dat toen het oranje-wit-blauw van de Brielse toren heeft gewapperd. Deze vlag werd het symbool in de vrijheidsstrijd tegen Spanje.
PrinsjeswerkDe beschildering van een windmolen in de kleuren rood, wit en blauw, dat vooral in de Zaanstreek werd gedaan. Op verscheidene molens is de wipstok (vangstok) van de vang met geslingerd prinsjeswerk beschilderd.
ProtestvlagEen protestvlag is een manier om bij zeilwedstrijden aan te geven dat iets ongeoorloofds gebeurt.
ProvincievlagAlle Nederlandse provincies hebben een officieel bij Besluit van de Provinciale Staten, of Gedeputeerde Staten, ingestelde vlag. De Friese vlag is evenwel niet als provincievlag vastgesteld; het is een nationale vlag.

## R

De gemeentevlag van Utrecht is rechtsgeschuind van rood en wit

Rijksstandaard 1815

RechtsgeschuindEen uit de heraldiek afkomstige term waarmee bedoeld wordt: gedeeld over de broekdiagonaal.
Regional Indicator SymbolEen set van 26 alfabetische Unicode-tekens (A-Z) bedoeld om te worden gebruikt om ISO 3166-1 alpha-2 tweeletterige landcodes te coderen op een manier die een optionele speciale behandeling mogelijk maakt.
RichtvlagSpeciale fanion voor korpsen en diensten, die een vaandel voeren. De richtvlaggen worden aan een bajonetstok bevestigd.
Rijksstandaard en RijksbanierVaandel van witte zijde, respectievelijk vlagvormige banier van dit materiaal, beschilderd met het vlagvormige banier van dit materiaal, beschilderd met het volledige rijkswapen van Nederland, met de uitwendige versierselen (geen hermelijnen mantel) welke bij de inhuidigingsplechtigheden in de Hoofdstad des Rijks, ter rechterzijde van de troon, worden gedragen. De Rijksbanier is uitsluitend in België gebruikt en na de Afscheiding kennelijk verloren gegaan. De Rijksstandaard wordt altijd bewaard in de Koninklijke schatkamers te 's-Gravenhage. Merkwaardigerwijs wordt laatstbedoeld stuk nu met de dubbele naam betiteld.
RingHoepel aan het uiteinde van een windzak om deze open te houden op de wind, ook een embleem dat niet verward moet worden met een schijf.
Rode KruisHet is een wereldwijde hulpverleningsorganisatie waarvan de werking in zeven basisbeginselen is gegoten: menslievendheid, neutraliteit, onpartijdigheid, onafhankelijkheid, vrijwilligheid, eenheid en algemeenheid (ook wel universaliteit genoemd). Deze beginselen vormen de grondslag voor de activiteiten van het Rode Kruis en worden weerspiegeld in alle acties van de vrijwilligers van het Rode Kruis. Het Rode Kruis is met bijna 100 miljoen leden, vrijwilligers en supporters en 192 nationale organisaties de grootste humanitaire organisatie in de wereld.
Rode vlageen internationaal symbool voor sociaaldemocratie, socialisme en communisme. Daarbij worden functionele rode vlaggen vaak gebruikt om mensen attent te maken op gevaar, vanwege de associatie van rood met gevaar.
RoepletterNaam van 'n schip waarmede het met seinvlaggen kan worden opgeroepen, voor het uitwisselen van een vlaggensein.
RouwenAlgemeen verbreid is het gebruik met een vlag rouw te betonen, door deze eerst volstok voor te hijsen en daarna halverwege de stok neer te laten, iets boven het midden. In Friesland is het gebruik bewaard om de volstok voorgehesen vlag in een knoop te leggen (eigenlijk: oud noodsein - de vlag in sjouwt). Ook bestaat het rouwgebruik, de vlag volstok voor te hijsen en er een zwarte wimpel boven te hangen. Bij een ambtenaar in functie of bij een militair wordt de vlag als lijkkleed op de kist gelegd, waarbij de rode baan aan de linkerkant van de overledene, en de witte baan over het midden, en de blauwe baan aan de rechterkant wordt gelegd. Soms wordt hiervan afgeweken en de vlag in de breedte over de baar gespreid.
Rouwvlag, Rouwwimpeleen speciaal voor rouwbetoon vervaardige vlag. Oudtijds werden vaak lijken per schip vervoerd (bijvoorbeeld in de Zeeuwse wateren) waarbij in de mast dan een, doorgaans in zwart en wit uitgevoerde, vlag was gehesen; allerlei voorstellingen met betrekking tot leven en dood waren erop geschilderd. Tegenwoordig ziet men wel lijkwagens getooid met een driehoekige of vierkante vlag, zwart, waarop in het midden een wit, of zilveren kruis, of verkort kruis. Het is een stuk volkstraditie van schippers op de binnenvaart, nog een driehoekige zwarte wimpel achterop te voeren, als man of vrouw is overleden. Op de zwarte wimpel staat (bij katholieken) een naar de lengte vergroot kruis of (bij protestanten en onkerkelijken) een halve witte schijf, waarop een zwarte treurwilg. Deze wimpel wordt niet neergehaald voordat er een nieuw huwelijk is gesloten; tenzij hij geheel is vergaan.

## S

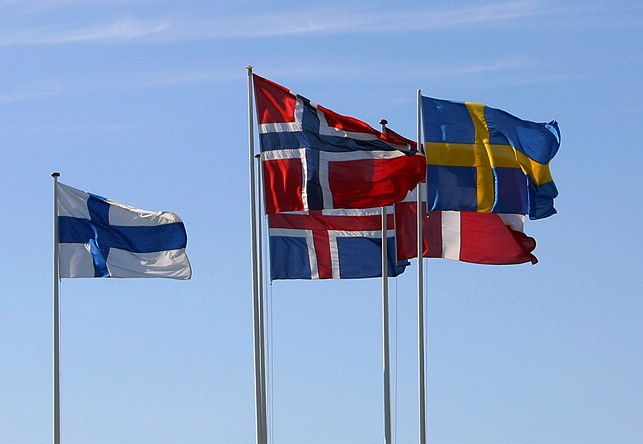
Scandinavische vlaggen

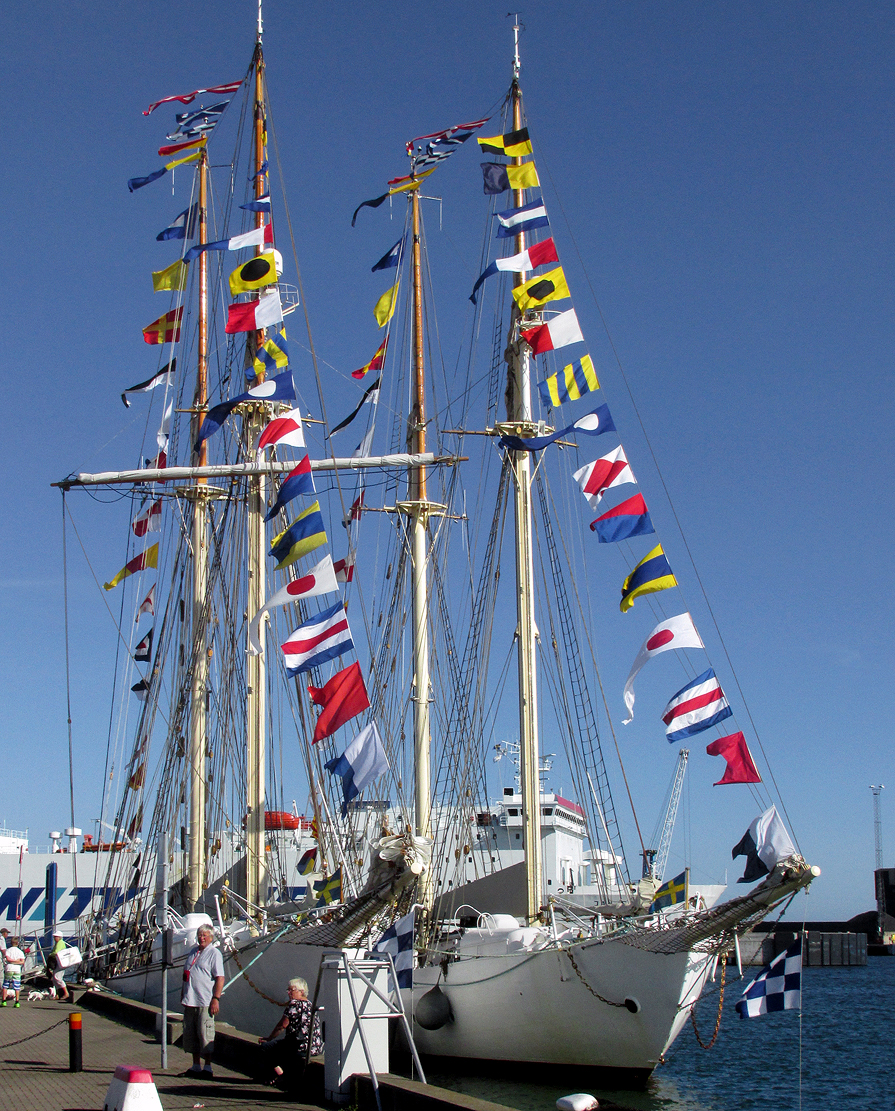
Twee zeilschepen met seinvlaggen.

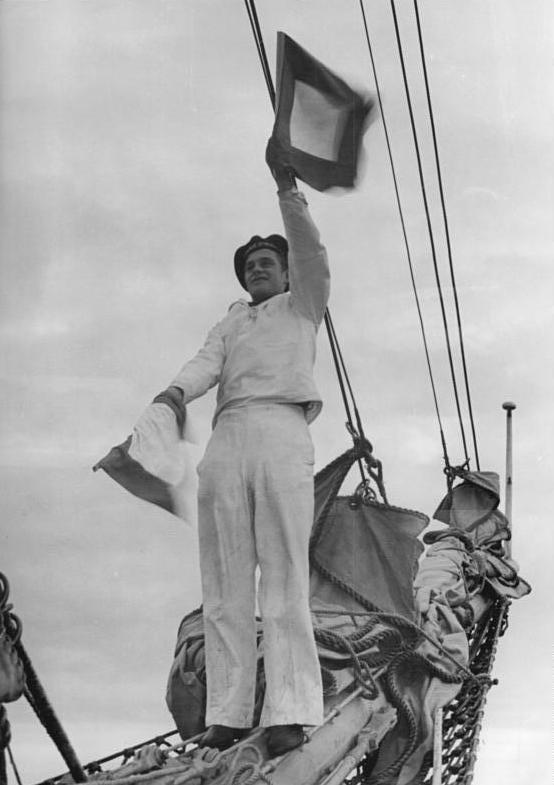
Een matroos op het opleidingsschip Greif (1951)

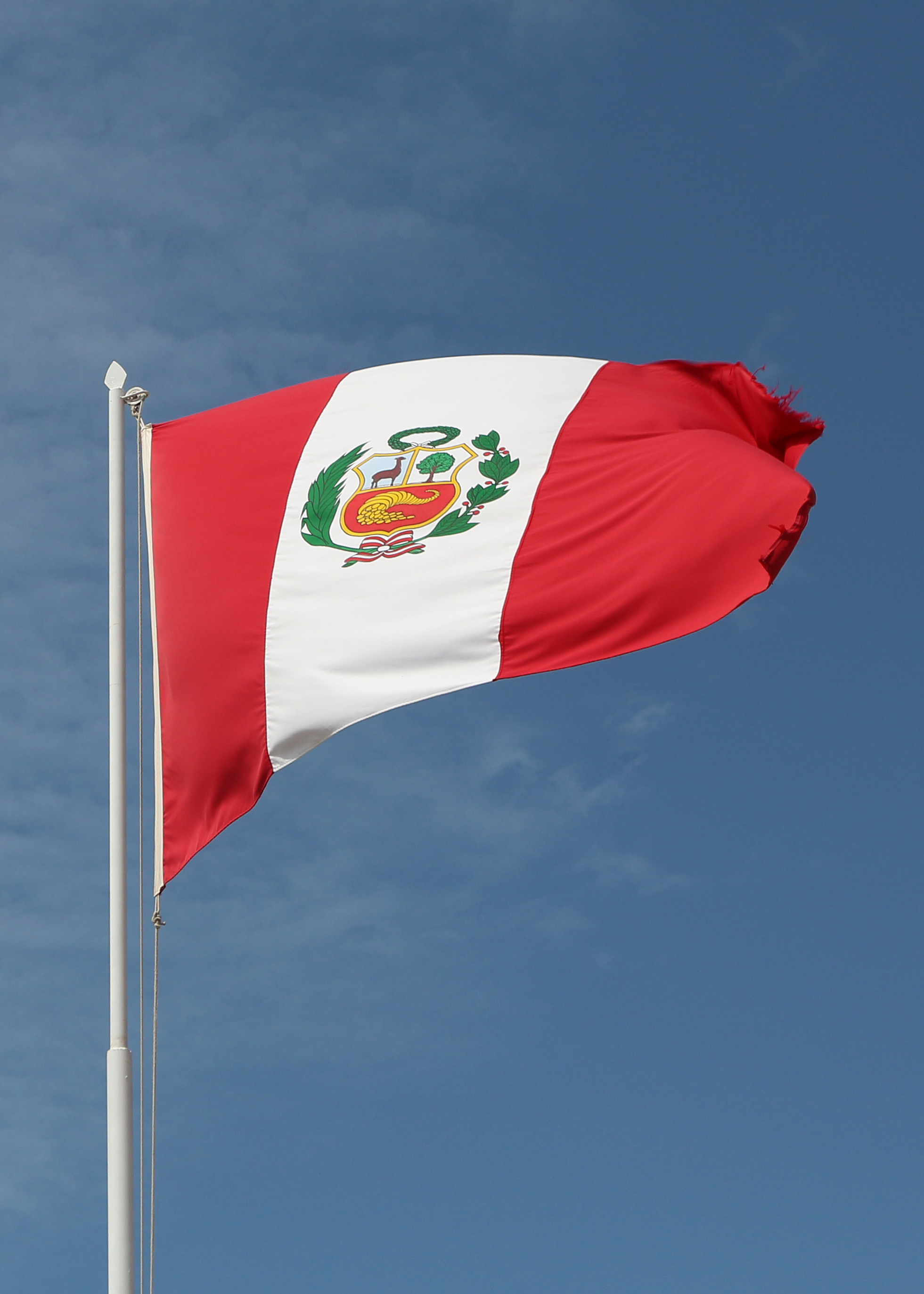
De staatsvlag van Peru

Koninklijke standaard van Nederland

Statenvlag

ScallopsDoor sommige vlagfabrikanten gebezigde halfronde versterking van de vlaghoeken.
Scandinavisch kruisEen kruis op een vlag, waarvan de armen doorlopen tot de zijden, en het snijpunt van de armen ongeveer ⅓ van de vlaglengte ligt. Omdat dit de oudste kruisvorm op vlaggen is kan men 'n dergelijk kruis voldoende specificeren als ‘Kruis’.
SchanskleedGekleurde strook laken (of andere stof) waarmede men de boorden van schepen, bij feestelijke gelegenheden (bijvoorbeeld tewaterlating), bekleedt; doorgaans in de kleuren van de vlag uitgevoerd.
ScheepsvaanLange, en zeer smalle, gespleten wimpel in de kleuren van de (Koninkrijks)vlag, gehesen aan boord van oorlogsschepen. Uit haar traditie wordt de wimpel ieder jaar van het bestaan van deze bodem een meter (of meer) verlengd.
SchellenboomVlagachtig embleem, vooral in gebruik bij militaire muziekkorpsen.
SchuinbalkEen baan op een vlag, diagonaal lopende van de bovenhals naar de vluchthoek of daaraan evenwijdig.
SeinvlagVlag uit een reeks van vlaggen en wimpels door middel van waarvan men berichten kan overseinen. De eerste Internationaal Seinboek dateert van 1897 hoewel het principe van dit seinsysteem al meerdere eeuwen oud is. Het thans in gebruik zijnde ‘Seinboek’ is ruim 500 blad zijden groot! Alle seinvlaggen tegelijk bezigt men om bij feestelijke gelegenheden te pevoiseren.
SeinwipperRa aan de mast waaraan de seinvlaggen gehesen worden.
Semafooralfabet, SemafoorOok: Semaphore, Seinpost voor vlaggenseinen aan de wal.
Klaes SierksmaFries vexilloloog en schrijver van diverse Nederlandstalige populair-wetenschappelijke boeken over onder andere vexillologie en heraldiek.
Sint-AndrieskruisZie Andreaskruis.
Sjouw, Vlag in -Vlag die gedeeltelijk is opgerold en aldus gehesen, ten teken dat men hulp nodig heeft en/of in nood verkeert. Ook wel: vlag waarin knoop is geslagen. Vergelijk: Rouwen.
SlipEen lange smalle strook aan de bovenkant van een vlag; Centraal-Europees, nu verdwenen, verschijnsel.
Whitney Smitheen voormalige Amerikaanse vlaggenkundige. Hij bedacht de term vexillologie, die verwijst naar de wetenschappelijke analyse van alle aspecten van vlaggen. Hij was een van de oprichters van verschillende vexillologieorganisaties. Smith was laureaat en fellow van de Fédération Internationale des Associations Vexillologiques.
StaatsvlagEen staatsvlag (soms ook dienstvlag of regeringsvlag genoemd) is een vorm van een nationale vlag die voorbehouden is om door de overheid gebruikt te worden.
StadsbanierBanier waaronder het stedelijk voetvolk ten strijde trok. Sommige van die stadsbanieren zijn in later tijd wapens geworden. De stadsbanier is in Nederland na de Tweede Wereldoorlog hier en daar weer in ere hersteld. In het model wordt het volledig gemeentewapen/stadswapen - zonder schild - opgenomen verenigd met de kleuren van de vlag, vaak als slippen. In de bekroning van de stok wordt wel een zinspeling gemaakt op een spotnaam van de bewoners (Dokkum: garnaal) of op een andere totem (Hindeloopen: hinde).
Stadsvlag(Zie Gemeentevlag)
StandaardOntstaan uit de banier; droeg dikwijls het volledige wapenbeeld (dus zonder schild). Meestal is hij met franje (dikwijls goud) aan drie zijden omzoomd. In het spraakgebruik veelal ook: Onderscheidingsvlag.
StandaardAlgemeen gangbare naam voor de koninklijke onderscheidingsvlag; bij de marine 'n in twee punten gespleten vlag; veldteken bij de bereden wapens, waarin het regiment wordt gesymboliseerd; vlag, gevoerd door ambassadeurs (niet consuls), commissarissen, burgemeesters, enz. als symbool van een land, provincie of 'n gemeente. Soms is de standaard voorzien van franjes, singels (gedraaide koorden) met kwasten, of een rozet rond de knop van de stok, uitgevoerd in de kleuren van de vlag, soms van goud of zilver. Deze standaard is ontstaan uit de banier en droeg meestal het volledige wapenbeeld (zonder de schildaflijning).
Standaarden van het Nederlandse Koninklijk HuisDe standaarden van het Nederlandse Koninklijk Huis zijn de vlaggen van de leden van het Nederlands Koninklijk Huis.
StatenvlagDe naam van de gele vlag met rode leeuw, die op 's lands oorlogsschepen werd gevoerd, als een vervanging van de oude Prinsenvlag. De vlag werd niet populair en verdween weldra om plaats te maken voor de driebanige rood-wit-blauw. Ook: Generaliteitsvlag.
Stichting voor Banistiek en HeraldiekDe Stichting voor Banistiek en Heraldiek werd op 30 juni 1964 opgericht en ondersteunde Nederlandse overheidsinstanties bij het ontwerp van hun wapens en vlaggen
StormvlaggetjeIn een vlaggenmast - als er niet een vlag is gehesen - in top voorgehesen kleine wimpel, van willekeurige kleur. Ook: vlaggetje op de masttop van een zeiljacht, doorgaans van rode, witte, blauwe of zwarte kleur. In Zeeland traditioneel (sedert de middeleeuwen) van groene kleur.
StreekvlagEen vlag die de identiteit van een streek of regio aangeeft, maar verder geen formele status heeft.
StrijkenHet neerlaten van de vlag uit een mast; in marinekringen wordt het woord alleen gebruikt in die zin dat deze handeling een teken van overgave vormt. Ook: het horizontaal neerleggen van een vlaggenmast; oorspronkelijk bestond het gebruik, dat een mast altijd gestreken werd, als er niet werd gevlagd.

## T

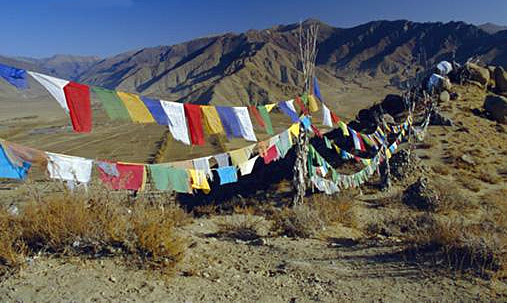
Tibetaanse gebedsvlaggetjes

TaalvlagMen gebruikt soms vlaggen als symbool van een taal of een taalgemeenschap.
Tibetaanse gebedsvlagHet zijn gekleurde rechthoekige stukjes textiel, bedrukt met gebeden en mantra's en opgehangen in slingers op bergpassen, tempels en rotspunten in de Himalaya.
Tijdlijn van nationale vlaggenDit artikel geeft een tijdlijn van nationale vlaggen sinds het begin van de 18e eeuw weer.
TopstanderEen vlag, doorgaans van klein formaat, die van de bovenste steng op een schip waait.
Van top vlaggenEen eerbewijs gebracht door oorlogsschpen en bij inrichtingen van de zeemacht, indien daar een getuigde mast aanwezig is, Aan boord wordt daartoe aan de top van elke mast een Koninkrijksvlag gehesen, en aan de geusstok een geus. Aan de wal komt de Koninkrijksvlag aan de top van de getuigde mast.
TrouwwimpelEen vrij recent in gebruik gekomen geheel witte wimpel, ook wel krawatte, welke boven een vlag wordt gehesen, ten huize van een bruidspaar en/of naaste familie.
Turkse vaanEen vaandel met twee paardestaarten en Turkse scheppe; werd wel bij de muziek voorop meegedragen.

## U

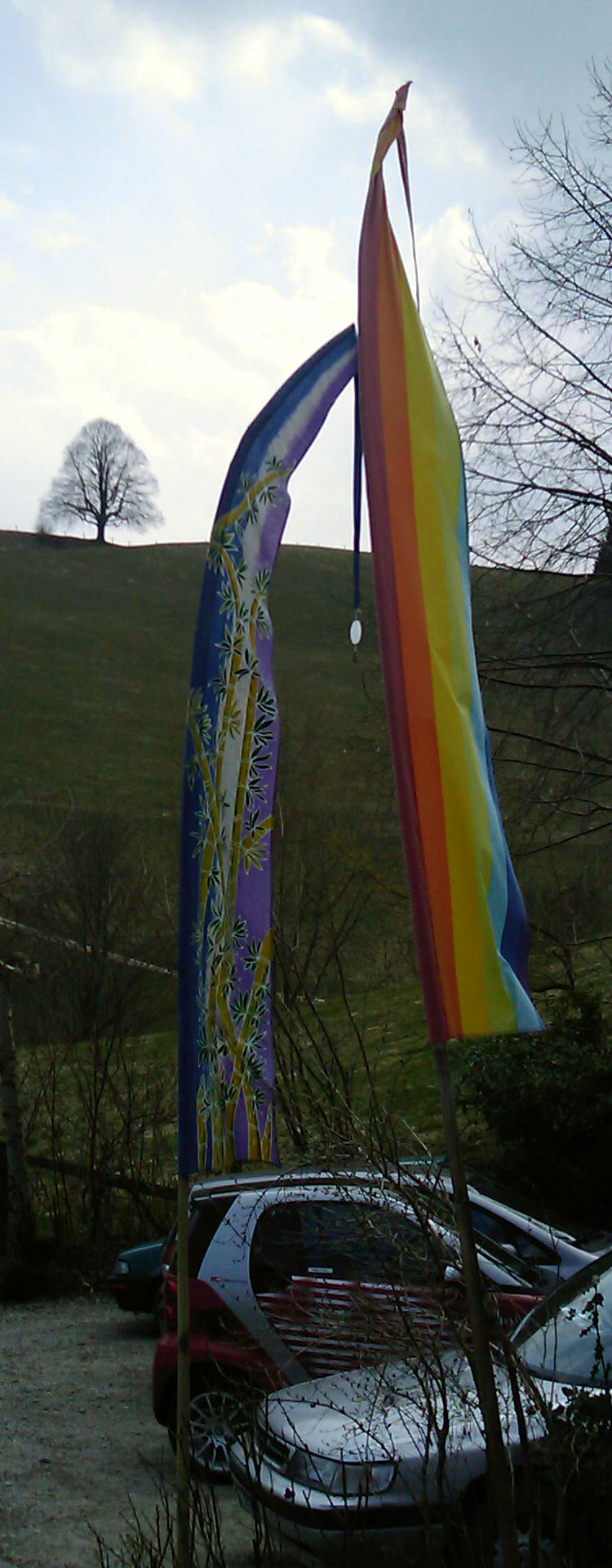
Umbulumbul

Uitgebreid vlaggenUitdrukking, gebezigd in de aanwijzingen (richtlijnen) voor de wijze waarop (in het bijzonder aan openbare gebouwen) moet worden gevlagd. Bijvoorbeeld: op verjaardagen van de oudste leden van het Koninklijk Huis. Als tegenstelling ‘beperkt’ vlaggen op vier dagen van de kleinkinderen van de koningin. Bij uitgebreid vlaggen worden alle gebouwen, met alle beschikbare vlaggen, getooid; bij het beperkt vlaggen de voornaamste gebouwen alleen met de koninkrijksvlag.
UitwaaiVlucht (Zie broeking)
UmbulEen langwerpige vlag die op een lange bamboestok is bevestigd.

## V

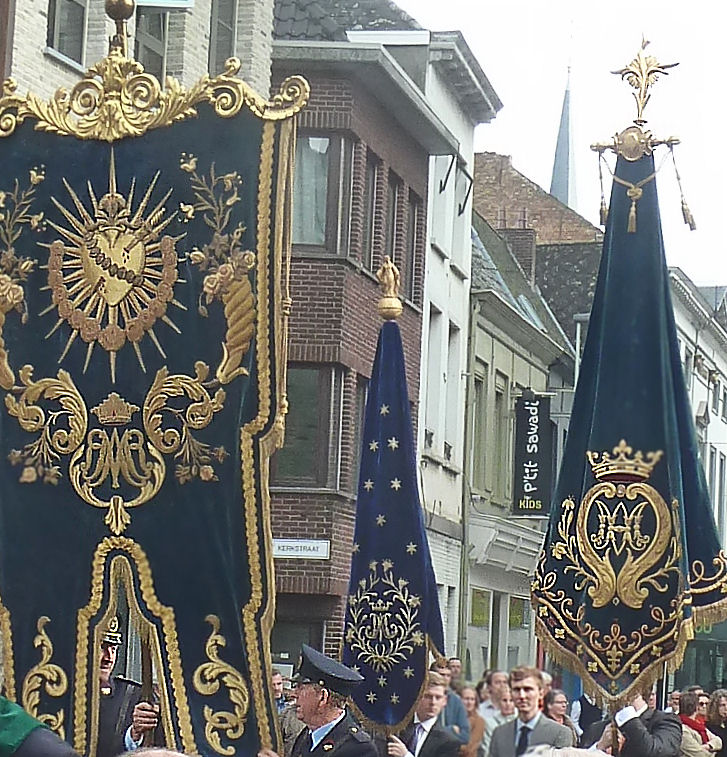
Processievaandels tijdens de Sint-Gummarusprocessie in Lier

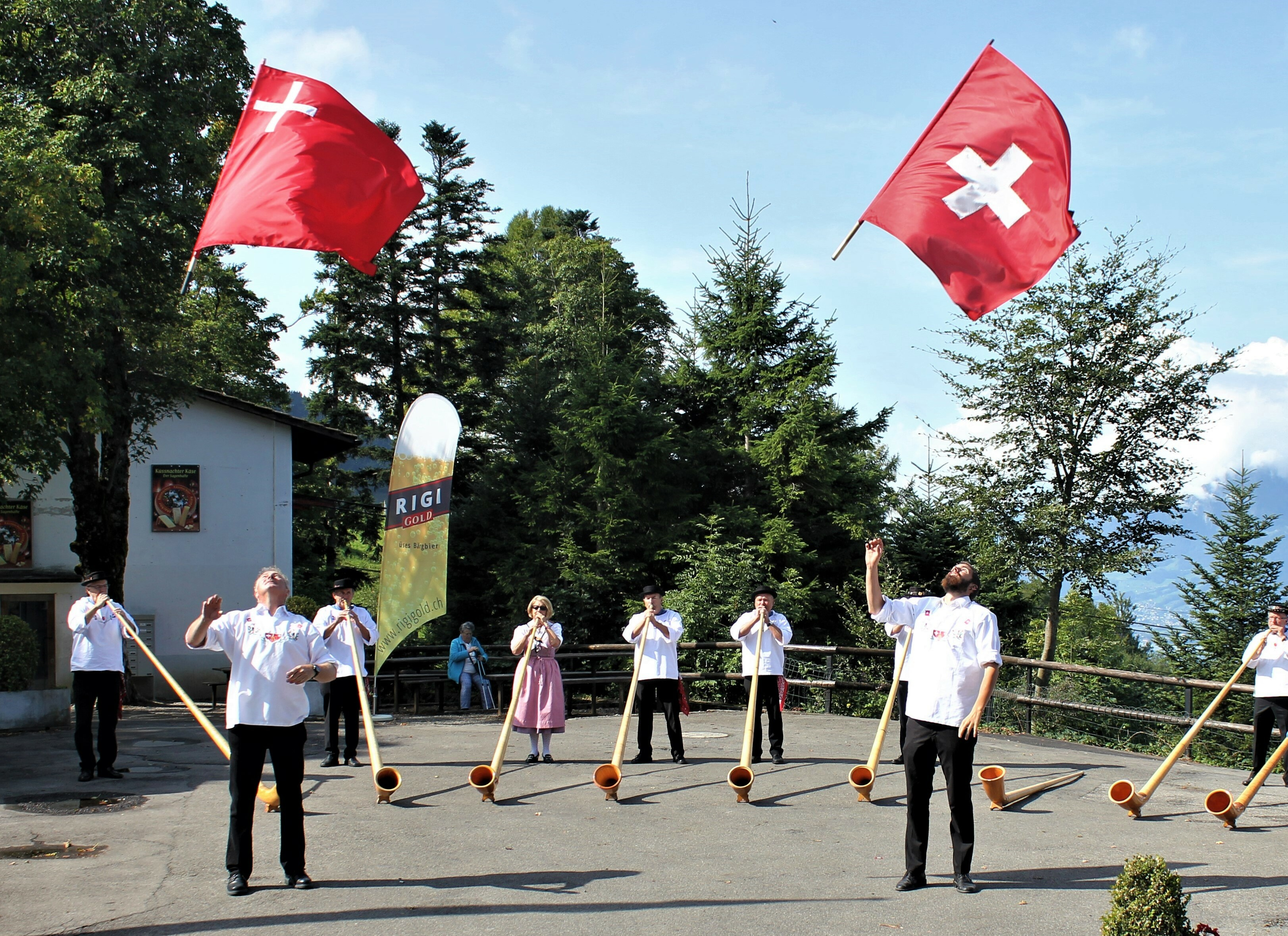
Vlaggen hoog in de lucht bij een volksfeest in het kanton Schwyz (Zwitserland)

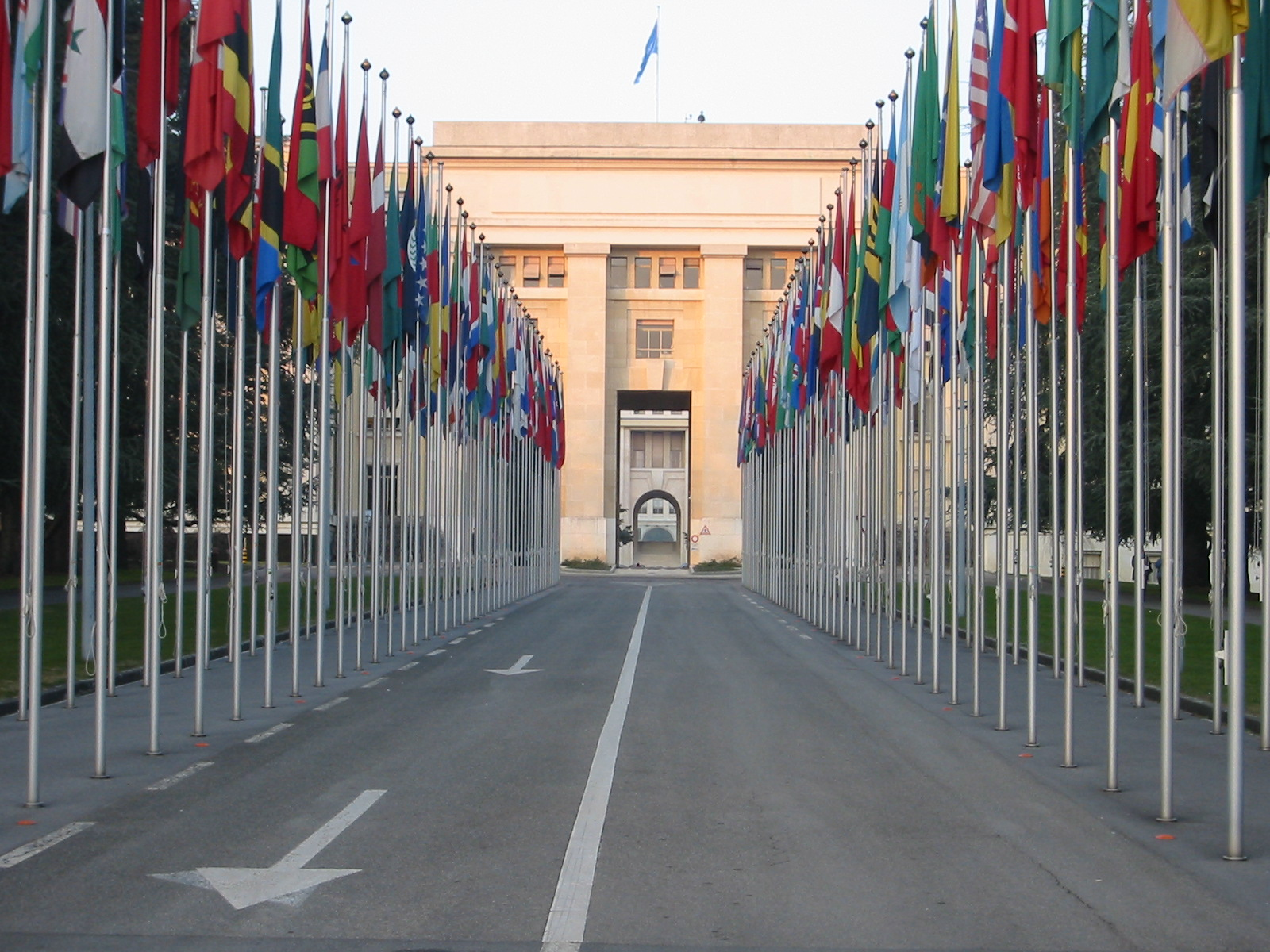
Vlaggen van de Verenigde Naties

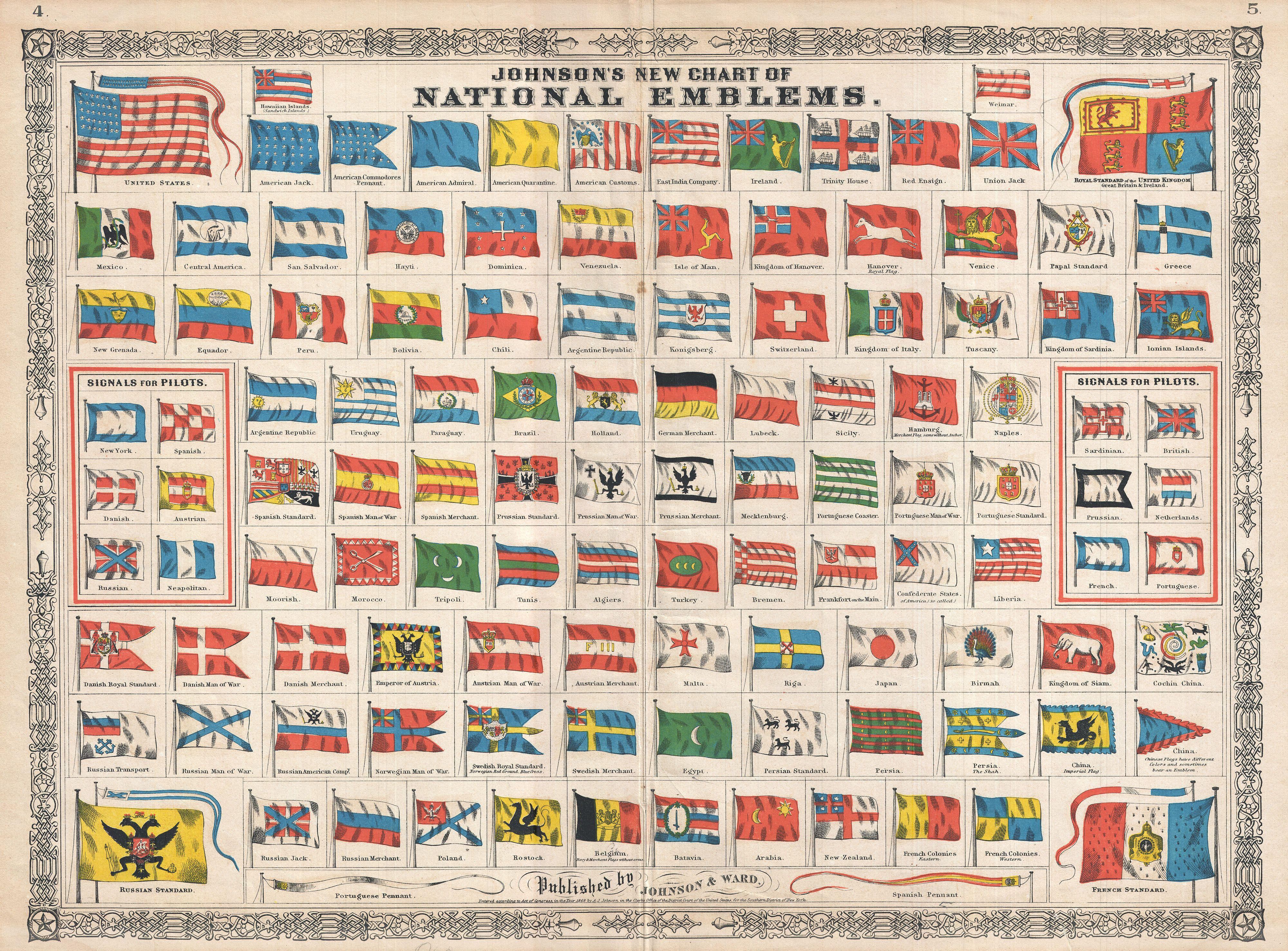
Voorbeeld van een vlaggenkaart

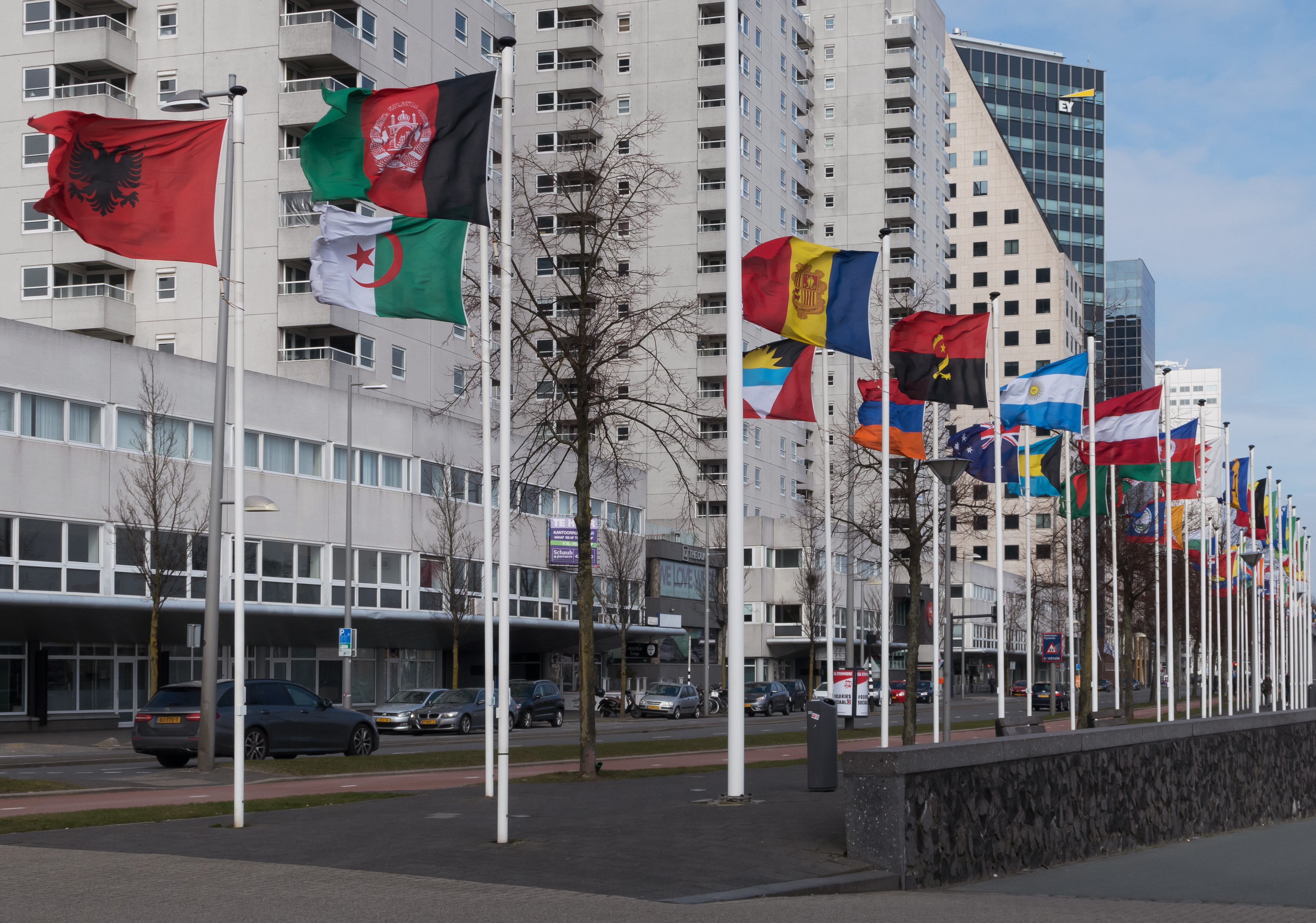
De landenvlaggen op alfabetische volgorde (in het Engels) gesorteerd in Vlaggenparade Rotterdam.

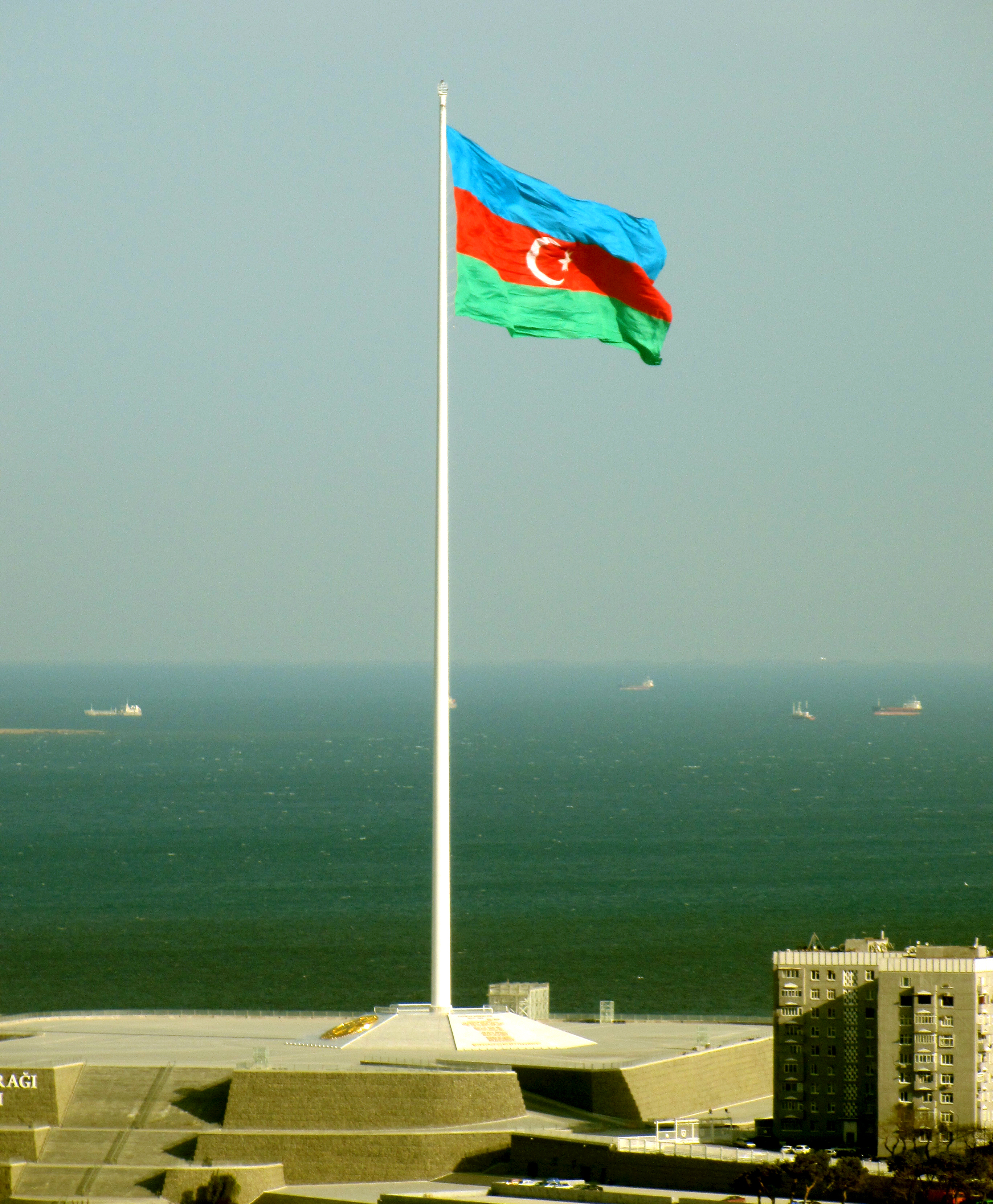
De vlaggenmast op het Nationale Vlagplein in Bakoe (Azerbeidzjan) is 162 meter hoog

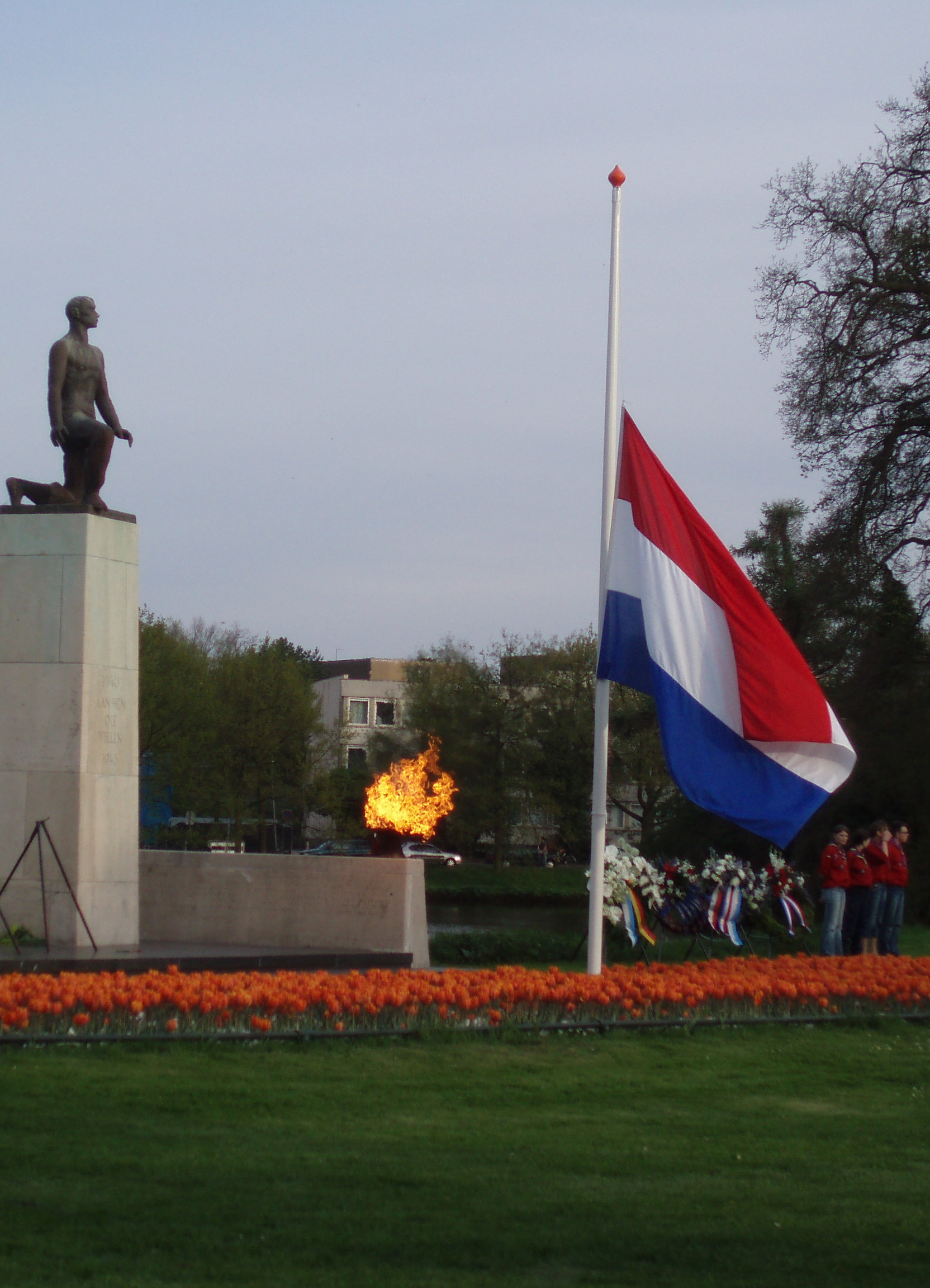
Vlag halfstok tijdens de Nationale Dodenherdenking op 4 mei

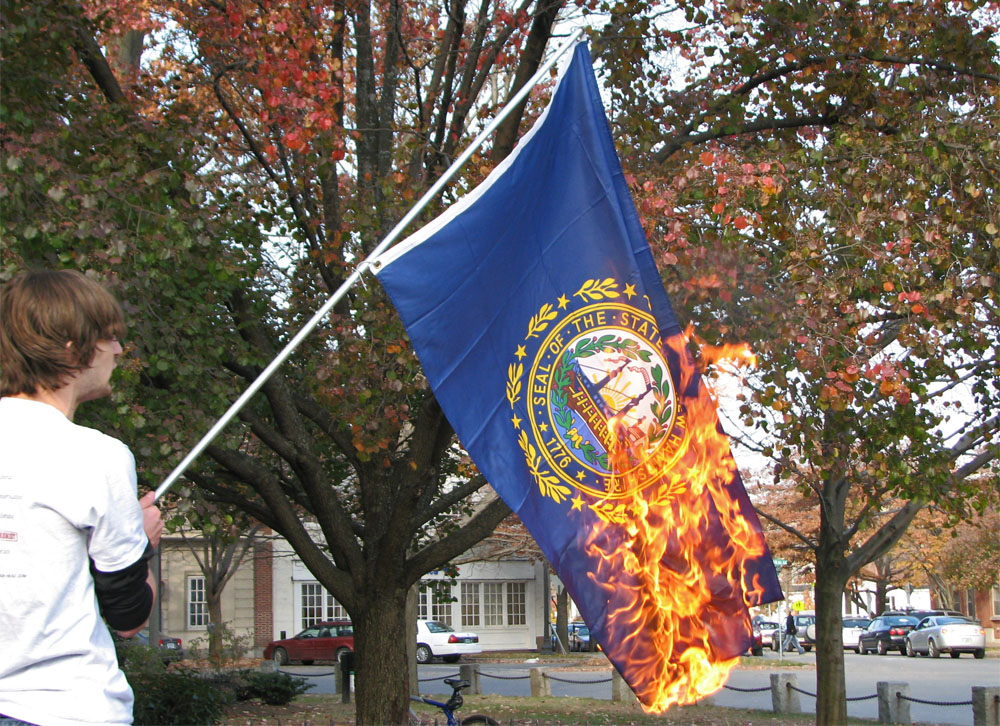
Een demonstrant uit Maine verbrandt de Vlag van New Hampshire ter ondersteuning van gouverneur John Baldacci (2008).

VaanDoek van een of meer kleuren dat aan een stang of mast bevestigd is. De oudste vorm is de gonfalon, waaruit de banier zich ontwikkelde. Sedert de 15e eeuw was bij een compagnie ruiterij de naam Banier voor die vaan verwisseld. Hij was vierkant tot langwerpig, van stijve stof, met franje omzoomd, en werd aan een lans gevoerd. Ook Cornette genoemd. Vergelijk: Turkse vaan.
VaandelOok Guidon genoemd. Meestal vervaardigd van zware, ook wel kostbare stof. Opgehangen aan een ravormige draagstok; als geheel bevestigd aan een lans of met lanspunt bekroonde staf. Het doek is meestal aan de onderkant afgerond; rondom is 'n franje aangebracht. Bekend is het Rijksstandaard. Banieren gedragen door de onderdelen van landmacht, marine en luchtmacht, worden ook meestal Vaandels genoemd. Vergelijk: Vendel.
VaandeldragerZijn mensen die in een leger het vaandel dragen. Het begrip vaandrig is ervan afgeleid.
VaandelstangStok, doorgaans met speciaal versierde knop waaraan een militair vaandel is bevestigd. Oorspronkelijk was de vaandelstang met speciaal versierde knop (in Nederland: voetstuk met liggende leeuw) van groter betekenis dan het vaandeldoek. Vandaar ook dat men bij een militair ‘vaandel’ steeds bedoelt het geheel van stang en doek samen.
VaandrigDe (militaire) man die het vaandel draagt.
VaanstaartUiteinde van een wimpel of vaan, zover de split reikt. Ook: gedeelte van een scheepswimpel, dat niet door de horizontale draagstang wordt gehouden.
VendelVlag van groot formaat bevestigd aan een korte stok, aan het uiteinde verzwaard met 'n loden kogel, eertijds in de legers gebruikt door de vendelier of vendelzwaaier, die, met sierlijke manipulaties, de bewegingen van het gros leidde, en begeleidde. Tegenwoordig nog (in Nederland: Gelderland, Noord-Brabant, Limburg) de vlag, die door de leden van de gilden wordt gehanteerd. Veelal heeft het vendel als hoofdkleuren die, welke bij de schutspatroon behoren; soms is er een medaillon op het midden genaaid, met de afbeelding van deze heilige. Het totaalpatroon is dikwijls gebaseerd op de Bourgondisch kruisen en Andreaskruisen uit de Spaanse tijd. Verscheidene gilden hebben nog de 18e-eeuwse vendels in bezit.
VendelenBeter bekend als vendelzwaaien of vaandelzwaaien. Tijdens de kruistochten of kort daarvoor ontstane militaire handeling, waarbij het legervaandel werd gezwaaid. Later overgegaan op stedelijke en dorps-gilden. Tegenwoordig in Gelderland, Limburg en Noord-Brabant het spel met het vaandel van een schuttersgilde, doorgaans uitgevoerd door een speciaal en afzonderlijk georganiseerd vendelzwaaiers-korps, dat zelfs meerdere ‘vendels’ (eigenlijk: vlaggen) gebruikt. 't Vendelen wordt beschouwd tegen het Kwaad, en heeft daarmee een diep-religieuze achtergrond. De verschillende onderdelen van het spel vertolken het Vendelgebed.
VendelgebedGebed, uitgesproken tijdens de verschillende verrichtingen met het vendel, door een reeks volzinnen uitgesproken door degene die het vendelierskorps presenteert.
VerrijkenEen embleem toevoegen aan een vlag.
VervangswimpelIn het seinvlaggensysteem kent men vier verschillende vervangingswimpels. Zij dienen om een in een hijs reeds gebruikte vlag, of een wimpel daarmee te herhalen, omdat men over het algemeen niet beschikt over meerdere stellen seinvlaggen.
VexillariusWas een van de signiferi in een Romeins legioen. Zijn taak was het dragen van het vexillum, een standaard met daarop de weergave van de naam en van het embleem van het legioen. Deze standaard werd door zowel de infanterie als de cavalerie gebruikt.
VexillologieBanistiek of vlaggenkunde, die ook de kennis van vaandels, banieren, standaarden, wimpels, en bijbehorend protocol omvat. Vanuit Amerika heeft ook vexillologie ingang gevonden.
Vexillologisch symboolVexillologische symbolen of FIAV-symbolen zijn symbolen die worden gebruikt in de vexillologie om op een gestandaardiseerde en overzichtelijke wijze gegevens van vlaggen weer te geven
VierkleurDe vierkleur is een benaming voor een aantal vlaggen van onafhankelijke Boerenrepublieken, gesticht door voormalig Nederlandse kolonisten in Zuid-Afrika, de Boeren.
VlagStuk doek, meestal rechthoekig, aan de mastkant voorzien van een, opgenaaide, holle band, de broek, waarin een lijn loopt om de vlag aan de stok of mast te bevestigen. Men onderscheidt aan een vlag: hoogte en lengte. Indien een vlag niet rechthoekig is, wordt dit bij de beschrijving aangegeven. De verhoudingen in hoogte en lengte zijn over het algemeen 2:3, of 12:15. Optische regels zijn doorgaans beslissend. Tegenwoordig is er een voorkeur voor een verhouding 1:2. De studie van vlaggen is sedert 1965 aanzienlijk ontwikkeld.
Vlag (in de filatelie)Een bepaalde vorm van stempel op het frankeerzegel, namelijk het geseelte, waarin veelal een reclametekst of iets dergelijks is opgenomen. De naam is ontstaan doordat de (onder andere Amerikaanse) eerste stempels volgens dit type met 'n stempelmachine aangebracht inderdaad de vorm van een vlag hadden.
Vlag aan de stokVerouderd signaal tot het geven van handseinen met aan een korte stok bevestigde speciale vlag. Wordt nog gebruikt in de spelen van de Zeeverkenners, evenals bij de opleiding van mariniers.
VlagbeschrijvingEen vlag wordt doorgaans niet eerder in gebruik genomen, althans gesanctioneerd, dan nadat er een beknopte duidelijke beschrijving van is gepubliceerd van officiële zijde. Bij een beschrijving gaat men er van uit, dat de stok links van de vlag staat. Indien er een opschrift op een vlag staat dat van rechts naar links moet worden gelezen, beschrijft men de achterkant (paradekant) van de vlag.
Vlag en stok met...Tot in het begin van deze eeuw was in de koop en verkoop van een huis of ander pand steeds vlag en vlaggenstok (-mast) als ‘onroerend’ goed begrepen. In de acten bezigde men deze aanduiding.
Vlaggen (liturgisch)Het zwaaien met vlaggen, ook wel kortweg het vlaggen genoemd, gebeurt vaak bij diensten van charismatische kerken en gemeenten.
Vlaggen van A tot ZDit artikel is een lijst van alle aanwezige artikelen met betrekking tot vlaggen. Op Wikipedia worden duizenden vlaggen beschreven in aparte artikels. Elk artikel behandelt idealiter minstens de symboliek, het ontwerp, de geschiedenis en de vlaginstructie van een vlag.
Vlaggen van de Formule 1De vlaggen van de Formule 1 dienen voor de communicatie tussen de organisatie van de wedstrijd en de coureurs.
VlaggenbierTractatie, aangeboden door het bruidspaar aan jongelieden, die de vlaggen hebben gehesen op de toekomstige woning.
Vlaggengroet - DippenHet onlaaghalen van een vlag, tot halverwege de mast en daarna weer vol stok voorhijsen, door de andere partij gelijktijdig, of daarna, op dezelfde wijze beantwoord. Later werd deze uitdrukking ook gebezigd voor het oorspronkelijk presenteren van de vlag bij het passeren van autoriteiten. Het zgn. ‘neigen’ van de vlag voor een autoriteit is in wezen onjuist. Slechts in de rooms-katholieke kerk neigen de aanwezige vaandels en vlaggen op het ogenblik van de consecratie. In andere gevallen behoort de vlag te worden gegroet door degeen aan wit deze wordt geprosenteerd (Vergelijk: ceromonie bij de Opening Staten-Generaal). In dit geval is dus ‘vlaggegroet’ de groet aan, en niet door de vlag.
VlaggenkaartEen vlaggenkaart of vlaggenboek is een kaart of boek waarop de vlaggen zijn getekend die op zee werden gevoerd.
VlaggenlijnDe vlaggenlijn is de gevlochten lijn (of koord) door een zoom aan de broekingzijde van een vlag
VlaggenmastEen houten of metalen paal, waarin een vlag wordt gehesen of waaraan een vlag wordt geknoopt. De kleur is wit met oranje, of gouden knop; vroeger ooj alles in de kleuren van de vlag, bijvoorbeeld in een spiraal er rond geslingerd. Soms voorzien van een geschilderde manchet in vlaggenkleuren. Vergelijk: Vlaggenstok.
Vlaggenmastknopin een punt uitlopende top-bekroning van de vlaggenmast. Tegenwoordig ook eenvoudige dikke schijven. Soms een kroontje. Oorspronkelijk was deze knop in een van de vlaggenkleuren geschilderd, later ontstond de traditie de knop te vergelden.
Vlaggenparadeeen jaarlijks terugkerend evenement rondom de officiële opening van de Nijmeegse Vierdaagse. Deze Vierdaagse werd sinds 1928 traditioneel geopend met een parade van de nationale vlaggen van de participanten.
Vlaggenparade Den HaagOnderdeel van The Hague World Forum; Het staat in twee rijen een groep van 200 vlaggenmasten op de middenberm van de Johan de Wittlaan, centraal in de Internationale Zone en loopt van het Rooseveltplantsoen tot hotel Bel Air.
Vlaggenparade RotterdamEen groep van 230 vlaggenmasten op de Boompjes in de Nederlandse stad Rotterdam.
VlaggenregisterHet vlaggenregister is een door de Hoge Raad van Adel beheerd register waarin de vlaggen van de publiekrechtelijke lichamen in het koninkrijk zijn beschreven.
VlaggenschilderEen kunstschilder die vlaggen beschildert.
VlaggenschipIs binnen een vloot het schip waarop de bevelhebber van die vloot is te vinden.
Vlaggenspilzie Vlaggenstok
VlaggenspraakHet seinen het behulp van vlaggen.
VlaggenstaatHet land waarin een schip geregistreerd is en waarvan het daarom de handelsvlag voert.
VlaggenstandaardKorte, meest metalen vlaggenstok, bevestigd op een motervoertuid. In Nederland op het rechterspatbord, elders op het linkerspatbord, of ook midden boven de voorruit.
VlaggenstoelConstructie van hout of metaal, waarin de vlaggenstok wordt geplaatst, met mogelijkheid van strijken van de mast, draaiend rond een asje.
Vlaggenstokzie Vlaggenmast
Vlaggenstokknopzie Vlaggenmastknop
VlaggenstropjeRingetje, met een reeks waarvan een vlag is bevestigd, die langs een vaste lijn wordt gehesen.
VlaggenwachtIs een persoon of een kleine groep personen die zorg draagt voor het hijsen en strijken van, vaak een nationale, vlag.
Vlaggera1. Schuin met een gaffel in een mast gehesen kleine vlaggenstok. 2. Het gehele gestel met (doorgaans lange) dwarsra, waaraan enkele vlaggen naast elkaar kunnen worden gehesen.
VlaggetjesdagOorspronkelijk de zondag voor 15 juni, in Vlaardingen, waar de vissersschepen met seinvlaggen waren versierd ter gelegenheid van de opening van het visserijseizoen, de dag daarop volgend, Later ook in Scheveningen, Katwijk en Harlingen, en op een eerdere datum in het jaar (door vervroeging van het haring-visseizoen).
VlaghoekOnderste hoek van een vlag in het uitwaaiend gedeelte (vlucht). Ook: Vluchthoek.
VlaginstructieDe vlaginstructie is een wet of instructie, meestal van een overheid, die het gebruik beschrijft van een vlag.
VlagontwerperEen persoon die de vlaggen ontwierp.
VlagschennisVlagschennis is het verbranden, verminken, beschrijven, vertrappen of beledigen van een vlag.
VlagtopBovenste hoek in de vlucht van een vlag.
VlagvertoonHet laten zien van de vlag, aks vertoon van macht, door het zenden van een of meer oorlogsbodems naar havens van andere mogendheden.
VluchtZie Broeking
VluchtdiagonaalDe diagonaal die loopt vanaf de bovenzijde van de vlucht naar de hoek van de broeking. De andere diagonaal heet Broekdiagonaal.
VluchthoekDe positie onderaan de vlag aan de zijde van de vlucht.
VluchtschuinbalkEen baan op een vlag die diagonaal van de broekhoek naar de vluchttop loopt.
VluchttopDe positie bovenaan de vlag aan de zijde van de vlucht.
VoetstukFantasievorm (gebergte, podium, muur, enz.) waar het wapenschild en de schildhouders rusten.

## W

De vlag van Overasselt is een wapenbanier van het gemeentewapen

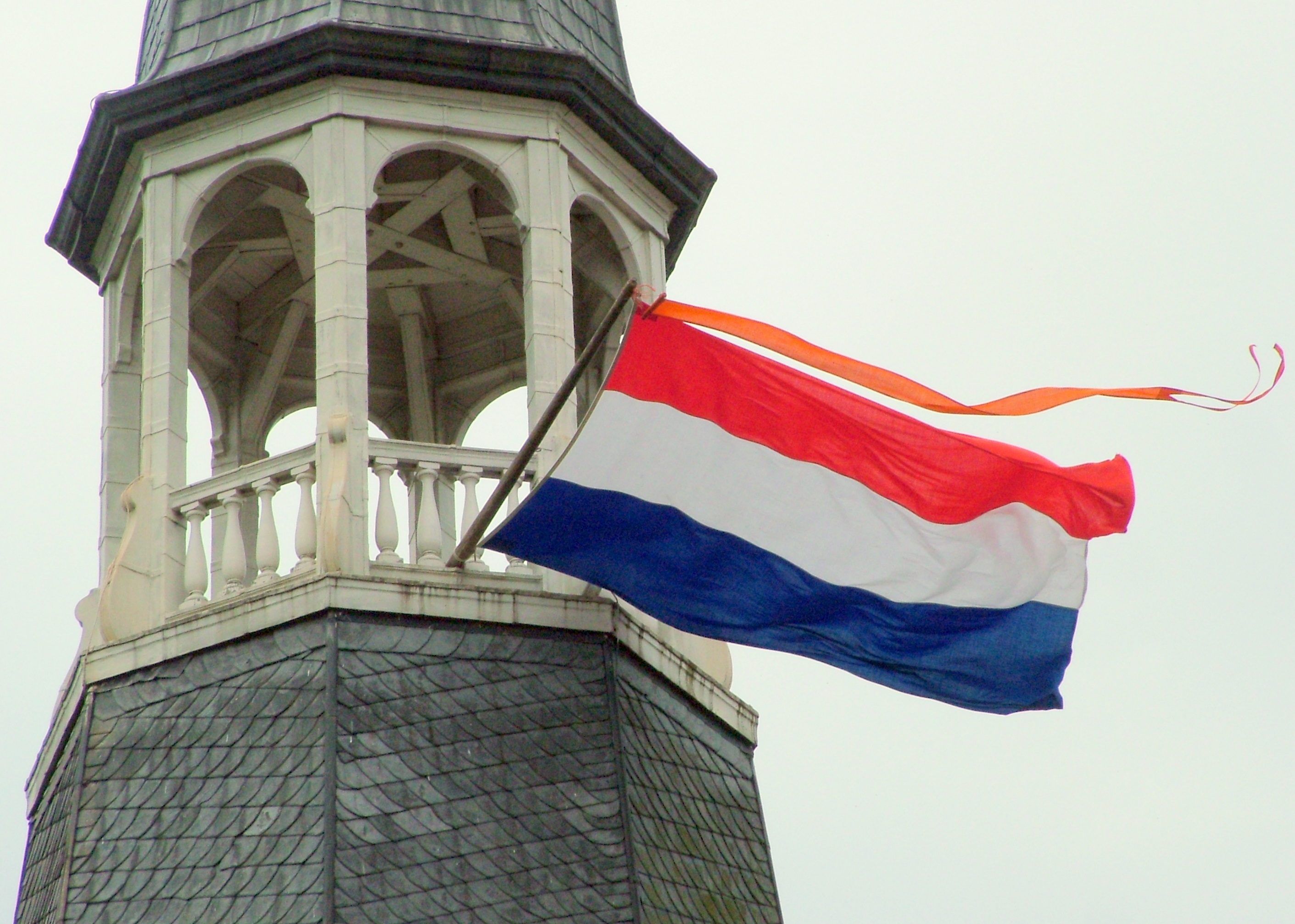
Vlag en oranje wimpel

WapenbanierEen vlag waarvan het doek - gelijk aan het wapenschild - de basis vormt voor het aanbrengen van kleuren en embleem, geheel op dezelfde wijze gerangschikt als op het schild. Ook: Wapenvlag.
WapenzeilHet zeil van een schip waarop een grote wapenafbeelding is aangebracht.
Wassende maan en sterDat zijn symbolen die in combinatie veel voorkomen in de heraldiek en op vlaggen, met name in landen waar veel Turken of Arabieren wonen.
WaterschapsvlagEen waterschapsvlag is een symbool voor het waterschap.
WimpelEen smalle, lange en soms in twee slippen uitlopende vlag, die altijd langer moet zijn dan de vlag waarboven (vroeger: waaronder) hij wordt gehesen. Een rood-wit-blauwe wimpel wordt wel gebruikt, waar men elders een zogenaamde Stormvlaggetje hijst. Een oranje wimpel wordt in Nederland boven de Koninkrijksvlag (of elke andere vlag) gehesen op vierdagen van het Koninklijk Huis. Traditioneel blijft de wimpel bij halfstokvlaggen in top; tegenwoordig is er echter een neiging, de wimpels altijd uitgevoerd als drijvende wimpels of drijvers; elders als vlag met broek.
WimpelierRuiter te paard die het gildevaandel hanteert. Vergelijk. Alferes, Kornet.
WindzakEen eenvoudig instrument dat een indicatie van windrichting en -snelheid geeft.
Witte vlagEen internationaal symbool van vrede, wapenstilstand en overgave. Daarnaast is wit in een aantal landen een koninklijke kleur.

## Z

Staatsvlag van IJsland

ZeeroversvlagHoevel (in romantiserend gebruik) afgebeelde en veel voorkomende vlag: zwart, met witte schedel en knekels, is er geen enkele aanwijzing dat een dergelijke vlag ooit door zeerovers is gebruikt.
Zin van de vlag, in deUitdrukking gebezigd in vlagbeschrijvingen, om de wijze van plaatsing van emblemen aan te geven, dat wil zeggen naast elkaar, evenwijdig aan de onder- en bovenzijde van de vlag. (Dit in tegenstelling met het gebruik in de wapenkunde, om met de emblemen het schild zo volledig mogelijk te overdekken).
ZoomSmalle of brede rand rond drie of vier zijden van een vlag, of rond een embleem in de vlag. De dikte wordt aangegeven in verhouding tot de vlaghoogte. Vergelijk: Broek.
Zoutvlageen vlag die aangaf dat een schip zout vervoerde.
ZwaluwstaartEen vlag met een inkeping aan de vlucht in de vorm van een gelijkbenige driehoek. De diepte van de inkeping wordt aangeduid met een verhoudingsgetal tot de vlaglengte.

## Basispatronen
Vlaggen erven vaak kenmerken van traditionele Europese heraldische ontwerpen en daardoor delen patronen vaak namen.
| Naam                                       | Illustratie | Voorbeeld                    |
| ------------------------------------------ | ----------- | ---------------------------- |
| Verticale doorsnede (per pal)              |             | Vlag van Algerije            |
| Horizontale doorsnede (per dwarsbalk)      |             | Vlag van Polen               |
| Diagonale doorsnede (per schuinbalk)       |             | Vlag van Papoea-Nieuw-Guinea |
| Diagonale doorsnede (per linkerschuinbalk) |             | Vlag van Bhutan              |
| Pal                                        |             | Vlag van Nigeria             |
| Dwarsbalk                                  |             | Vlag van Oostenrijk          |
| Schuinbalk                                 |             | Vlag van Ommen               |
| Linkerschuinbalk                           |             | Vlag van Tanzania            |
| Broeking                                   |             | Vlag van Pakistan            |
| Broeking (rechts)                          |             | Vlag van Grouw               |
| Schildhoofd                                |             | Vlag van New Brunswick       |
| Basis                                      |             | Vlag van Californië          |
| Gekwartileerd                              |             | Vlag van Panama              |
| Diagonaal gekwartileerd                    |             | Vlag van Lokeren             |
| Grieks kruis                               |             | Vlag van Zwitserland         |
| Oversnijdend kruis                         |             | Vlag van Georgië             |
| Scandinavisch kruis                        |             | Vlag van Zweden              |
| Andreaskruis                               |             | Vlag van Schotland           |
| Kanton                                     |             | Vlag van Chili               |
| Schildzoom                                 |             | Vlag van de Malediven        |
| Broekingsdriehoek                          |             | Vlag van Tsjechië            |
| Driehoek                                   |             | Vlag van Eritrea             |
| Keper                                      |             | Vlag van Bergschenhoek       |
| Gaffel                                     |             | Vlag van Zuid-Afrika         |
| Pijlpunt                                   |             | Vlag van Guyana              |
| Hoekplaat                                  |             | Vlag van Jubaland            |